# St. Vitus (Löningen)

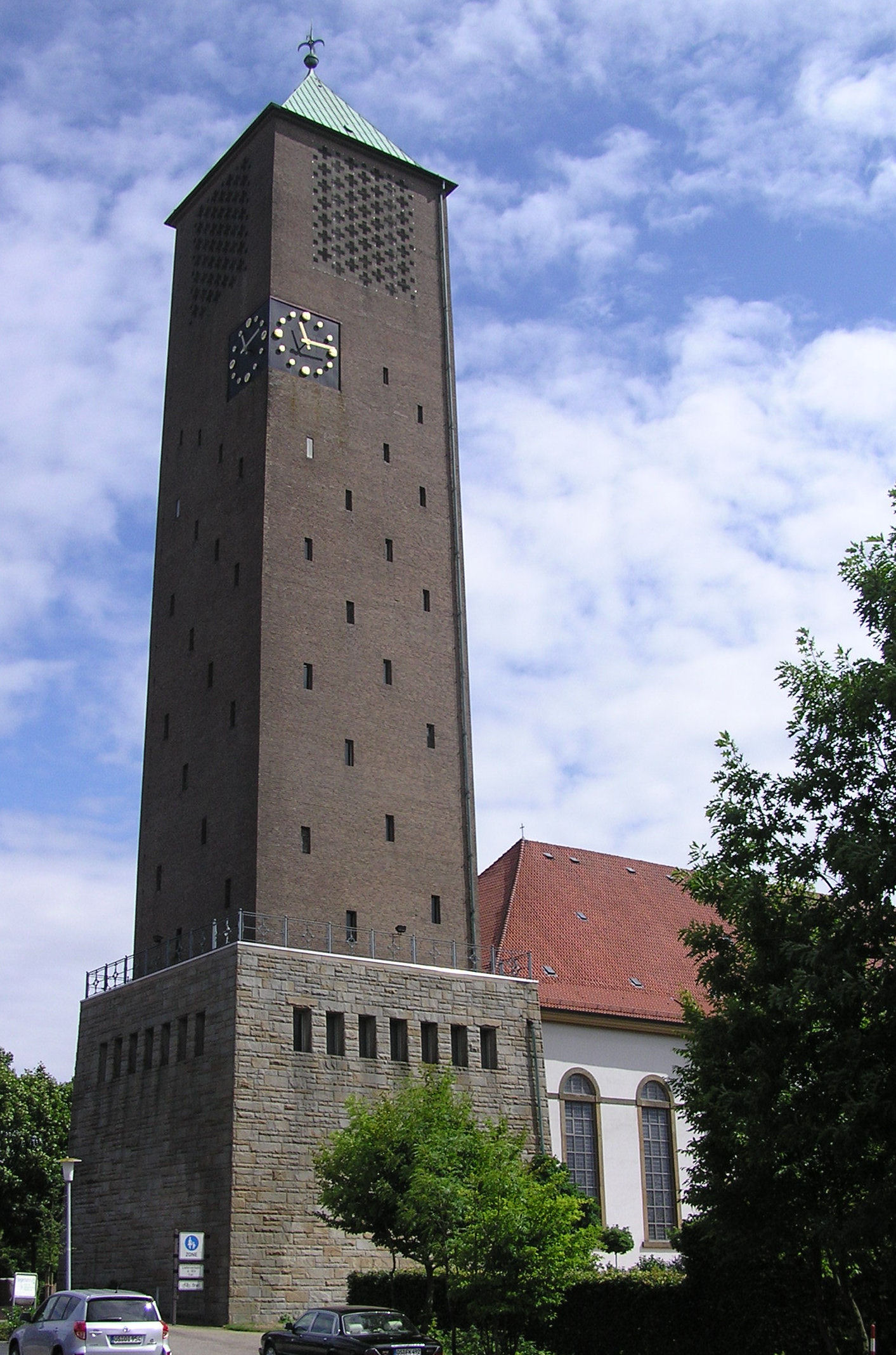
Turm und Kirchengebäude St. Vitus in Löningen

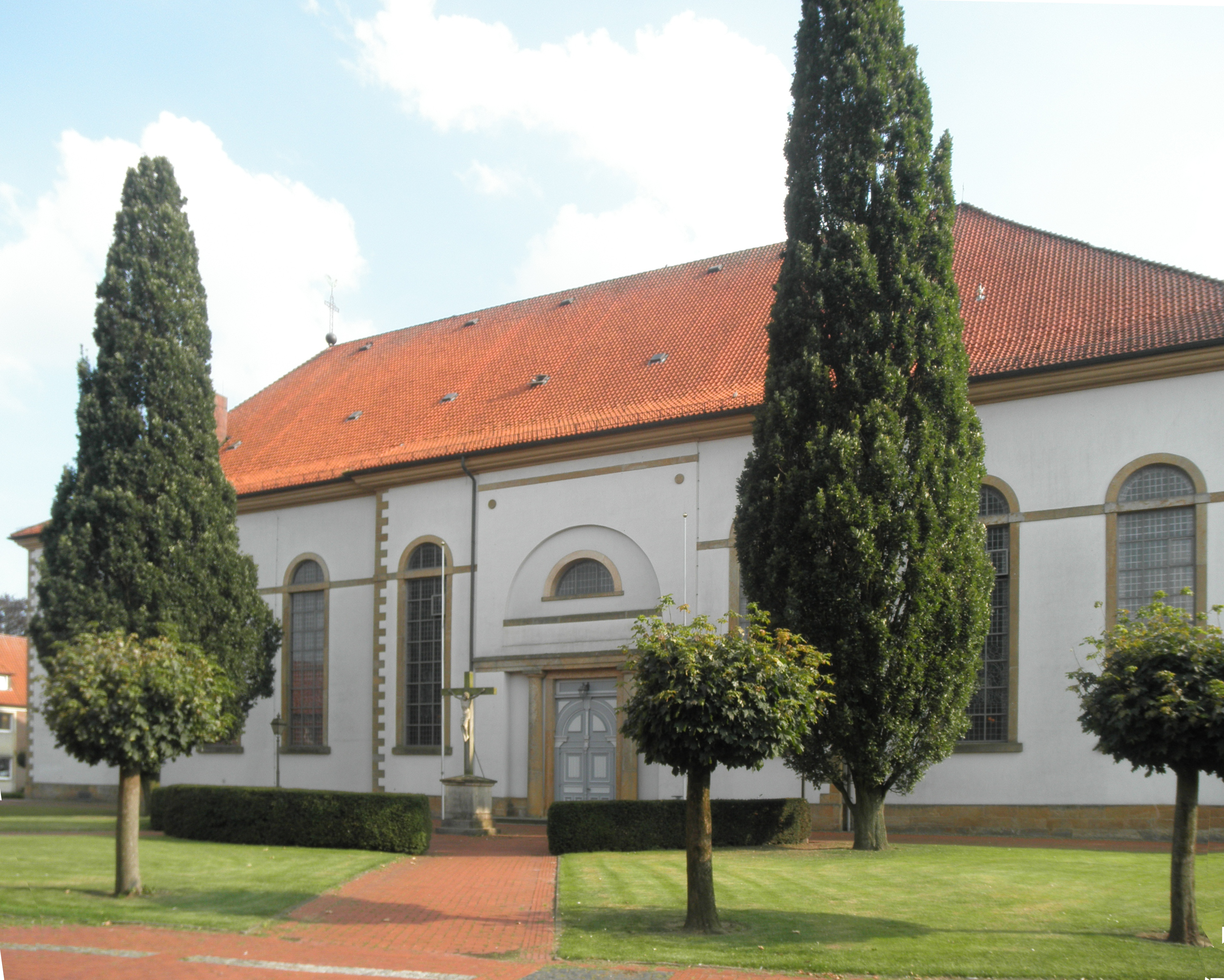
Kirchengebäude St. Vitus in Löningen

Die römisch-katholische Kirche St. Vitus in Löningen ist die Pfarrkirche der Pfarrgemeinde St. Vitus im Bistum Münster (Offizialatsbezirk Oldenburg). Die Gemeinde wurde um 800 n. Chr. unter Abt Gerbert Castus von der Missionszelle Visbek aus gegründet und ist eine Urkirche des nordwestlichen sächsischen Lerigaus. Diese Kirche wurde zusammen mit dem Kloster (cellula) Visbek durch Ludwig den Deutschen 855 der Benediktinerabtei Corvey an der Weser geschenkt. Dem damals errichteten Kirchenbau folgte im 13. Jahrhundert eine mittelalterliche Pfarrkirche. 1809 bis 1813 wurde als Ersatz für diese zu klein gewordene Kirche unter der Leitung des Baumeisters Johan Nepomuk Schmidt die heutige Kirche als weiträumiger klassizistischer Saalbau mit über 1200 Sitzplätzen errichtet. Als katholischer Sakralbau bezieht sie Bautraditionen der protestantischen Predigerkirchen, in der die Wortverkündigung im Mittelpunkt steht, mit ein. Neben einem funktionsbetonten Grundriss ist die Innenausstattung zurückhaltend und die Kanzel in Altarnähe an der Chorwand untergebracht.
Der kubische Baukörper des Bauwerks mit einer inneren Breite von 21,50 Metern und einem allseitig abgewalmten Dach war ursprünglich an der östlichen Chorseite mit einem Glockenturm verbunden, der bald nach seiner Errichtung einstürzte und durch mehrere, jeweils ebenfalls schnell instabil werdende Holztürme ersetzt wurde, bis 1960 der heutige, nach Art eines Campanile neben der Kirche freistehende massive, 54 Meter hohe Turm fertiggestellt wurde.
Ein Großteil der Kirchenausstattung stammt aus der barocken Kirche des 1816 säkularisierten Franziskanerklosters in Vechta.

## Lage und örtliche Gegebenheiten
Von alters her setzte sich das Kirchspiel Löningen aus der Wiek Löningen und den umliegenden Bauerschaften zusammen, die man in Viertel einteilt:
- Das Glübbiger Viertel bildet mit den Bauerschaften Werwe, Evenkamp, Düenkamp, Lewinghausen, Helmighausen, Borkhorn, Elbergen, Augustenfeld und Vehrensande den größten Teil der Gemeindefläche.
- Das Bunner Viertel besteht aus Alten- und Neuenbunnen, Hagel, Farwick, Löninger Brokstreek, Bokah und der Bunner Schelmkappe.
- Das Überhäsige Viertel erstreckt sich von Röpke über Winkum, Huckelrieden und Angelbeck bis Ehren.
- Zum Lodberger Viertel zählen die Kirchengemeinde Benstrup mit Madlage und Steinrieden, die Bauerschaften Lodbergen mit Duderstadt, Holthausen und Böen sowie Meerdorf und die Löninger Schelmkappe.
- Wachtum, ein Dorf im Hümmling, gehörte bis 1929 kirchlich zu Löningen und wurde zum Lodberger Viertel gezählt. 1974 wurde es auch politisch Teil der Gemeinde Löningen und wird als fünftes Viertel bezeichnet.

Die Wiek und die fünf Viertel bilden die Stadtpfarrei Löningen. Die Pfarrkirche St. Vitus befindet sich in Löningens südlichem Stadtkern auf dem Kirchplatz Am Gelbrink, unweit der Hasepromenade.

## Gründung und Gründungsbau

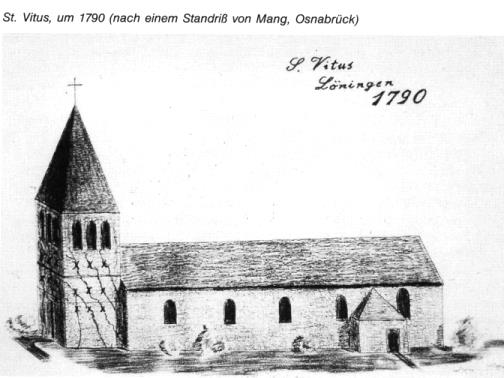
Die alte Kirche um 1790

Nachdem ab 780 n. Chr. von Karl dem Großen neun Missionssprengel zur Christianisierung der unterworfenen Sachsen errichtet worden waren, wurden um das Jahr 800 von der Missionszelle Visbek aus durch Abt Gerbert Castus – den Apostel des Oldenburger Münsterlandes – die ersten Kirchengemeinden in der Umgebung gegründet. Zu ihnen zählte im Hasegau die Gaukirche Löningen. Sie wurde auf dem Grund eines sächsischen Edelhofes als Tauf-, Missionars- und Hauptkirche für den Hasegau errichtet und wird am 1. September 819 in der Abt Gerbert Castus und seiner cellula fiscbechi (Missionszelle Visbek) Immunität verleihenden Urkunde Kaiser Ludwigs des Frommen als Kirche „in hesiga“, im Hasegau, erwähnt. Diese Urkunde wird inzwischen allerdings als Totalfälschung aus dem späten 10. Jahrhundert angesehen.
855 wurde die Kirche dem Kloster Corvey an der Weser angeschlossen. Schon das Patrozinium weist auf die Abtei von Corvey hin, wohin 836 die Reliquien des heiligen Vitus gelangten. Seit dieser Zeit ist der heilige Vitus Schutzpatron der Löninger Kirche. Der Überlieferung nach wurde um diese Zeit ein eigenes Kirchengebäude auf dem beschriebenen Grund errichtet; nachgewiesen ist das erste Kirchengebäude in Löningen hingegen erst im 13. Jahrhundert.
1251 wurde die Kirche an das Kloster Hardehausen verkauft, das seine Rechte 1275 an Konrad II. von Rietberg, den Bischof von Osnabrück, abtrat. Nachdem 1400 der Graf von Tecklenburg als Landesherr abgetreten war, wurde Otto IV. von Hoya, Fürstbischof von Münster, sein Nachfolger. 1495 wurde die Löninger Pfarrkirche als Lonninge parrochia anlässlich der Errichtung der Vikarie St. Anna urkundlich erwähnt.
1543 führte Hermann Bonnus die Reformation ein, doch kehrte das Niederstift Münster, dem Löningen angehörte, 1613 zum katholischen Bekenntnis zurück. 1667 erwarb der Fürstbischof von Münster von dem Bistum Osnabrück die kirchliche Oberhoheit über das Niederstift; er war damit zugleich Landesherr und religiöser Führer (Oberhirte). 1803 wurden Teile des Niederstifts Münster, die Ämter Wildeshausen, Vechta und Cloppenburg, in das Herzogtum Oldenburg eingegliedert.
Über dieses erste nachgewiesene, der Überlieferung nach bereits zweite, aus dem 13. Jahrhundert stammende romanische Kirchengebäude vermitteln im Löninger Pfarrarchiv gesammelte Aufzeichnungen ein recht genaues Bild. So fasst die Pfarrgemeinde die zeitgenössischen Dokumente zusammen: „Der einschiffige Sakralbau, mit über quadratischem Grundriss errichtetem stattlichen Westturm, hatte annähernd die Länge der heutigen Kirche. Der wenige Jahre nach dem Ende des 50jährigen Kriegs [Anm.: Vermutlich ist der Dreißigjährige Krieg gemeint] erbaute Ostchor mit geradem Abschluss entsprach in der Breite dem Langhaus. … Ein niedriger Sakristeianbau befand sich an der Chorsüdseite, mit diesem durch eine Tür unmittelbar neben dem Schildbogengewände verbunden. Die vier über differierenden querrechteckigen Grundrissen kreuzgratgewölbten Langhausjoche sowie die sich lediglich im westlichsten Joch am Gewölbescheitelpunkt orientierende Fensterstellung lassen vermuten, dass vom Vorgängerbau nicht nur das Material, sondern zumindest auch Teile des aufgehenden Mauerwerks wiederverwandt worden waren. Die lichte Höhe des Langhauses und die nachweislich ursprünglich noch kleineren romanischen Rundbogenfenster des Kirchenschiffs belegen, dass die Anlage basilikalen Zuschnitt hatte. Ob die Ausführung der Seitenschiffe von vornherein unterblieben war, oder ob diese noch im Mittelalter, wohl kaum erst im Gefolge der Bauaktivitäten des 17. Jahrhunderts wegen Baufälligkeit abgetragen werden mussten, ist unsicher. Fest steht aber immerhin, dass das Baumaterial, vor Ort gebrochener Rasenerzstein [Anm.: Gemeint ist Raseneisenstein] sowie Feldsteine, und der sandige Untergrund immer wieder statische Probleme aufwarfen.“
Auch lag die letzte größere Baumaßnahme bereits mehrere Jahrzehnte zurück, die lediglich aus dem Einbau einer Empore zur Behebung der Platznot bestand. Durch Orkane hervorgerufene Schäden an der Außenseite wurden nur notdürftig beseitigt, was ebenfalls zur Baufälligkeit des Gebäudes beitrug. Als 1789 Mathias Wolffs als Pastor eingesetzt wurde, betrieb er mit Nachdruck die Sanierung des stark baufälligen Gebäudes. Er beauftragte Johann Christoph Mang, der 1790 einen Umbau- und einen Neubauentwurf vorlegte. „Beide sahen eine dreischiffige Kirche mit Westturm vor und unterschieden sich selbst in den Details nur geringfügig. Während dem Umbauentwurf allerdings die weitgehende Beibehaltung der vorhandenen Bausubstanz zugrunde lag, bezog das mangsche Neubauprojekt lediglich den einjochigen Chor des 17. Jahrhunderts mit ein. Der Neubau sollte geringfügig kürzer ausfallen als das alte Gotteshaus, beanspruchte aber mit seinen satteldachgedeckten drei Schiffen fast die doppelte Breite.“
Das Münsteraner Generalvikariat sprach sich grundsätzlich für einen Neubau aus, Unstimmigkeiten und Diskussionen vor Ort verhinderten gleichwohl eine rasche Lösung, bevor die Gemeinde von tiefgreifenden politischen Veränderungen erfasst wurde. Es dauerte bis 1809, dass die alte Löninger Kirche abgebrochen und mit dem Bau eines neuen Gebäudes begonnen wurde.
Im Rahmen des Friedens von Lunéville 1801 und des Reichsdeputationshauptschlusses von 1803 wurde das Hochstift Münster als größtes geistliches Territorium des Heiligen Römischen Reiches aufgelöst und Preußen zugeschlagen. Die Ämter Vechta und Cloppenburg, zu denen auch Löningen gehörte, fielen an das nach der Reformation protestantisch gewordene Herzogtum Oldenburg, das nun auch für den Löninger Kirchenbau zuständig war. Bis heute gehört die Pfarrgemeinde St. Vitus Löningen zum Offizialatsbezirk Oldenburg im Bistum Münster.
Die Beamten vor Ort, wie Amtsdroste Freiherr von Korff-Schmising und der Amtsrentmeister Mulert, verloren ihre Entscheidungsbefugnisse, ergriffen 1804 dennoch die Initiative, als die Baufälligkeit der Pfarrkirche gefährlich vorangeschritten war und sogar der Turm einzustürzen drohte. So brach am 21. Oktober 1804 während einer Messe ein Balken aus einer Empore, was zu Panik unter den Besuchern und mehreren Verletzten führte. Auch bei späteren Messen, einschließlich Allerheiligen 1804 „knirschte und knackte es im Gotteshaus“, was die Besucher wiederum zu fluchtartigem Verlassen der Kirche veranlasste. Nachdem sich am ersten Weihnachtsfeiertag während des Hochamtes Verputz vom Gewölbe löste, war auch die Geduld des damaligen Löninger Bürgermeisters Nicolaus Anton Bothe erschöpft, er instruierte Amtsdrost und Amtsrentmeister: „Ich ersuche … diesen Vorfall gehörigen Ortes zu berichten, und zu versorgen, daß der verlangte Neue Kirchen Bau, wodurch die Menschen nur einzig von ihrem Schrecken befreiet werden können, gnädigst verstattet werde.“

## Baugeschichte

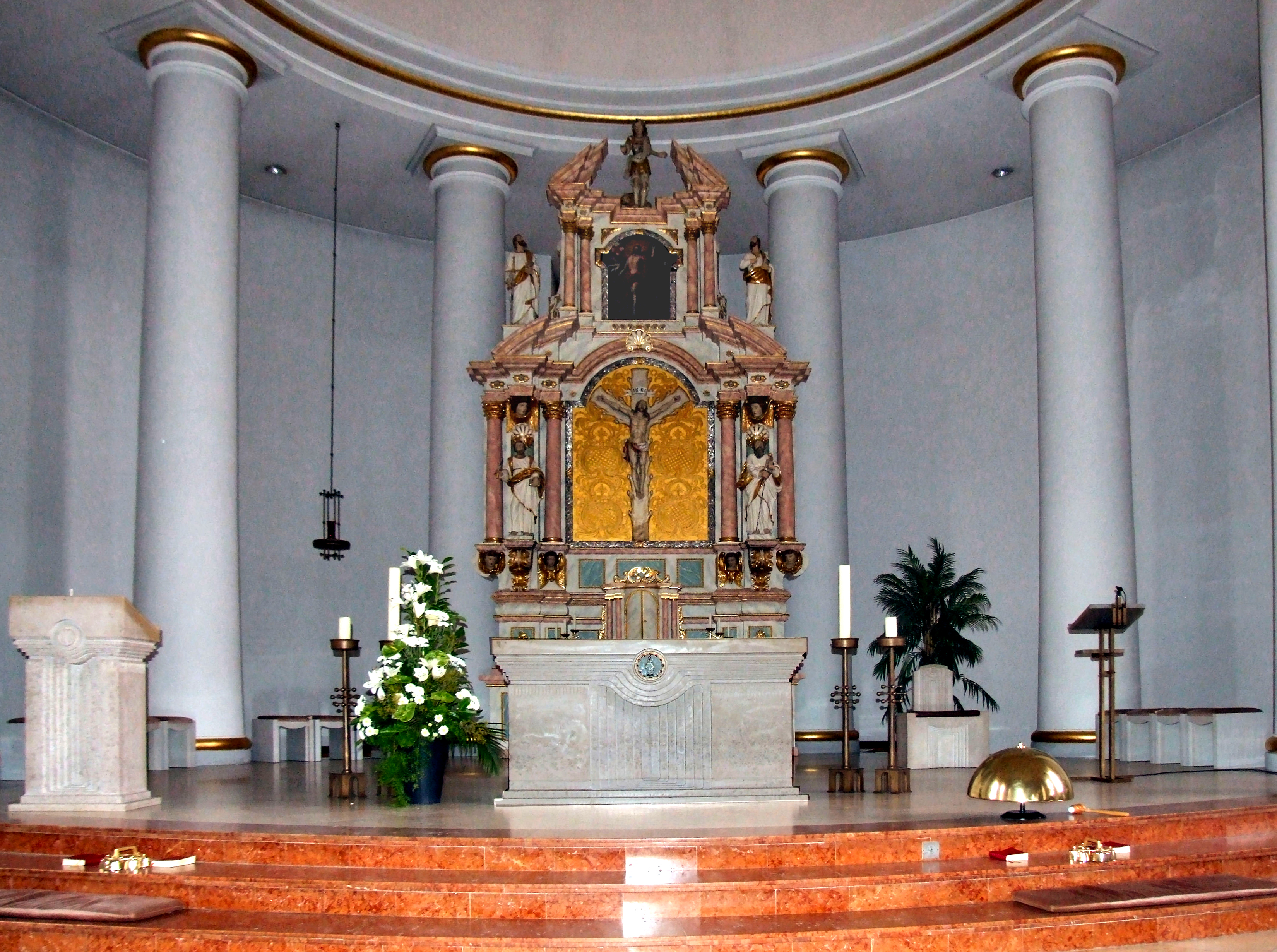
Chor mit Hochaltar

Anfang 1809 ließ Peter I., Herzog von Oldenburg, Turm und Kirchengebäude abreißen. Rund um den Standort des alten Gebäudes wurden die Fundamente für eine neue Kirche gegraben und mit „Kieseln“ (Feldsteinen) der alten Kirche verfüllt. Am 25. April 1809 legte Baudirektor Clemens August Graf von Korff-Schmising, Amtsdroste von Cloppenburg und Gutsherr in Duderstadt bei Löningen, im Namen des Herzogs den Grundstein der neuen St.-Vitus-Kirche. Im Herbst 1813 waren Kirchenschiff und Chor vollendet.
Der Bauplan stammte von Baumeister Johann Nepomuk Schmidt aus Münster, der, dem Geist der damaligen Zeit folgend, das Gebäude als weiträumige Saalkirche im klassizistischen Stil konzipierte. Schmidt hatte zuvor eine Studienreise nach Wien unternommen und unter dem Münsteraner Baumeister Wilhelm Ferdinand Lipper an der St.-Elisabeth Kirche am Jakobsplatz in Nürnberg gearbeitet. Ansonsten blieb sein Werk lokal beschränkt, andere größere Bauvorhaben unter seiner Leitung sind nicht überliefert. Seine Arbeit an der Löninger Pfarrkirche legt den Schluss nahe, dass er vom Stil des Berliner Baumeisters David Gilly entscheidend beeinflusst war.
Schmidts Kostenvoranschlag für den Neubau belief sich auf 72.000 Taler und überstieg damit das auf 56.000 Taler geschätzte Vermögen der Löninger Kirchengemeinde beträchtlich. Einsparungen durch kostensenkende Neuplanungen während der Bauarbeiten waren deshalb unerlässlich. Unter anderem wurde das als Mansarddach geplante Kirchendach als einfaches Satteldach ausgeführt. Dabei kam es auf der Westseite, bedingt durch die Vorsetzung des Daches vor das Hängewerk (dem Tragwerk aus einer von Sprengstreben unterstützten Hängesäule, an der ein Spannbalken hängt und der das Kirchenschiffdach trägt), zu einem instabilen Abschluss, der in der Folge zahlreiche Nachbesserungen erforderte. Die Maurer- und Verputzarbeiten führte der Maurermeister und Bauunternehmer Fischer aus Hannover aus, Löninger Zimmerleute errichteten das Dachwerk, Glasermeister Wellmann aus Ankum verglaste die Fenster, die Ziegelbrennerei Grote & Co aus Borkhorn bei Löningen lieferte die glasierten Dachzungen (Biberschwänze) zur Dacheindeckung.
Als am 1. Januar 1811 Frankreich die deutsche Nordseeküste annektierte, wovon auch das Herzogtum Oldenburg betroffen und Löningen somit plötzlich Teil des napoleonischen Kaiserreich Frankreichs war, gingen die Bauarbeiten zunächst planmäßig weiter. Im August 1811 verlor Baudirektor Korff-Schmising, von den neuen Machthabern zunächst als Unterpräfekt übernommen, seine Stellung, weil das Amt Cloppenburg der Unterpräfektur Quakenbrück unterstellt wurde und an Korff-Schmisings Stelle der bisherige Korff’sche Gutssekretär Bitter als französischer Maire trat. Der Amtsdroste verließ sicherheitshalber seinen Gutssitz in Duderstadt und setzte sich nach Münster ab. Ihm folgte kurze Zeit später Baumeister Schmidt. Nach seiner Diätenrechnung war Schmidt letztmals am 23. Oktober 1811 auf der Baustelle.
Die Bauarbeiten kamen zum Erliegen. Langhaus und Dachstuhl sowie Teile der Saaldecke waren zwar fertiggestellt, doch das Dach war kaum zur Hälfte gedeckt, und der Turm hatte noch nicht die Höhe des ersten Obergeschosses erreicht. Wollte man nicht das ganze Bauvorhaben gefährden, mussten diese Arbeiten jedoch rasch beendet werden, was ohne Bauleitung zu Pfusch und Nachlässigkeiten führte. Auch verteuerten sich die Bauarbeiten beträchtlich, was die Kirchengemeinde in akute Geldnot brachte. Sie musste Teile ihrer Liegenschaften verkaufen, um die laufenden Kosten abzudecken.

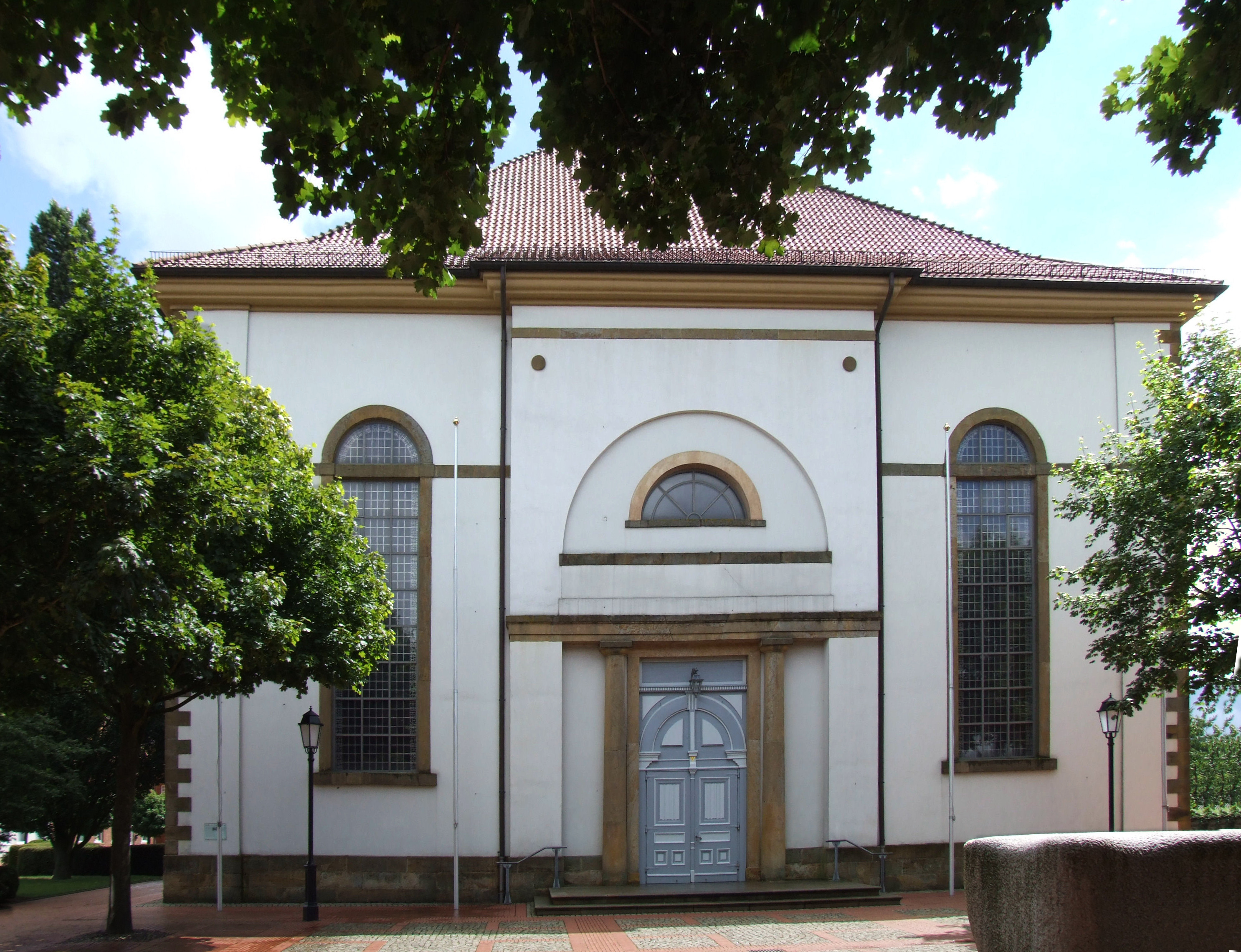
Westportal

1813 waren schließlich das Kirchenschiff und der Chor ausgebaut, das Dach eingedeckt und der Turm bis zur Höhe des Kirchendaches hochgezogen. Nachdem der Hochaltar, die Kanzel und die Orgel mit dem Orgelprospekt von dem aufgehobenen Franziskanerkloster in Vechta erworben worden waren, konnte der erste Gottesdienst im neuen Kirchengebäude gefeiert werden.
Am Turm wurde wegen fehlender Mittel zunächst nicht weitergebaut; bald traten am Turmstumpf erste Schäden auf. Auch sonst war das Gebäude mängelbehaftet, was häufige Reparaturen erforderlich machte. Als 1814 wieder Mittel zur Verfügung standen, wurde der renommierte Architekt August Reinking mit der provisorischen Fertigstellung des Glockenturms beauftragt. Reinking empfahl jedoch wegen der vielen Mängel einen Abriss des gesamten Kirchengebäudes und eine Neuplanung, worauf die Gemeinde schon aus finanziellen Gründen nicht eingehen konnte. Als Reinking im September 1819 starb, übernahm ab 1824 der Oldenburger Baukondukteur Carl Heinrich Sievogt die Fertigstellung des Turms. Auch er wagte nicht, den Turm bis zu der von Schmidt geplanten Höhe von 84 Metern hochzuziehen, sondern beschränkte sich auf einen viergeschossigen Bau mit Attika und eine Höhe von knapp 50 Metern. Am 20. Juli 1826 wurden Turmhelm, Kreuz und Hahn aufgerichtet. Doch das neue Wahrzeichen von Löningen stand nur kurze Zeit: Am 11. Dezember 1827 stürzte der Turm ein, forderte einen Toten, einen 12 Jahre alten Knaben, und zerstörte neben einem Wohnhaus und der nahe gelegenen Knabenschule den Chor der Kirche und Teile der Einrichtung, vor allem den Hochaltar. Reinking hatte mit seinen Bedenken also recht behalten.
Gleich nach dem Einsturz verschalte man die schwer beschädigte und nun offene Ostseite der Kirche und setzte ein Walmdach auf. Im Kirchenschiff wurde ein provisorischer Altar aus den Trümmern des alten Hochaltars geschaffen. Der Grundstein zum neuen Chor wurde 1829 gelegt; 1832 waren Chor und Außenwände errichtet. Da keine größeren Mittel vorhanden waren, wurde 1835 in der Südwestecke des Kirchhofes, von der Kirche getrennt, ein behelfsmäßiger, freistehender hölzerner Glockenturm errichtet, der aber bereits 1855 wegen Baufälligkeit durch einen neuen ersetzt werden musste. Das Gleiche geschah 1884 erneut; es musste wieder ein Holzturm abgerissen und ersetzt werden.
Der dritte und letzte hölzerne Turm wurde 1959 abgerissen und an seiner Stelle ein neuer massiver, 54 Meter hoher Turm errichtet, der in seiner Architektur an italienische Glockentürme (Campanile) erinnert.

## Baubeschreibung

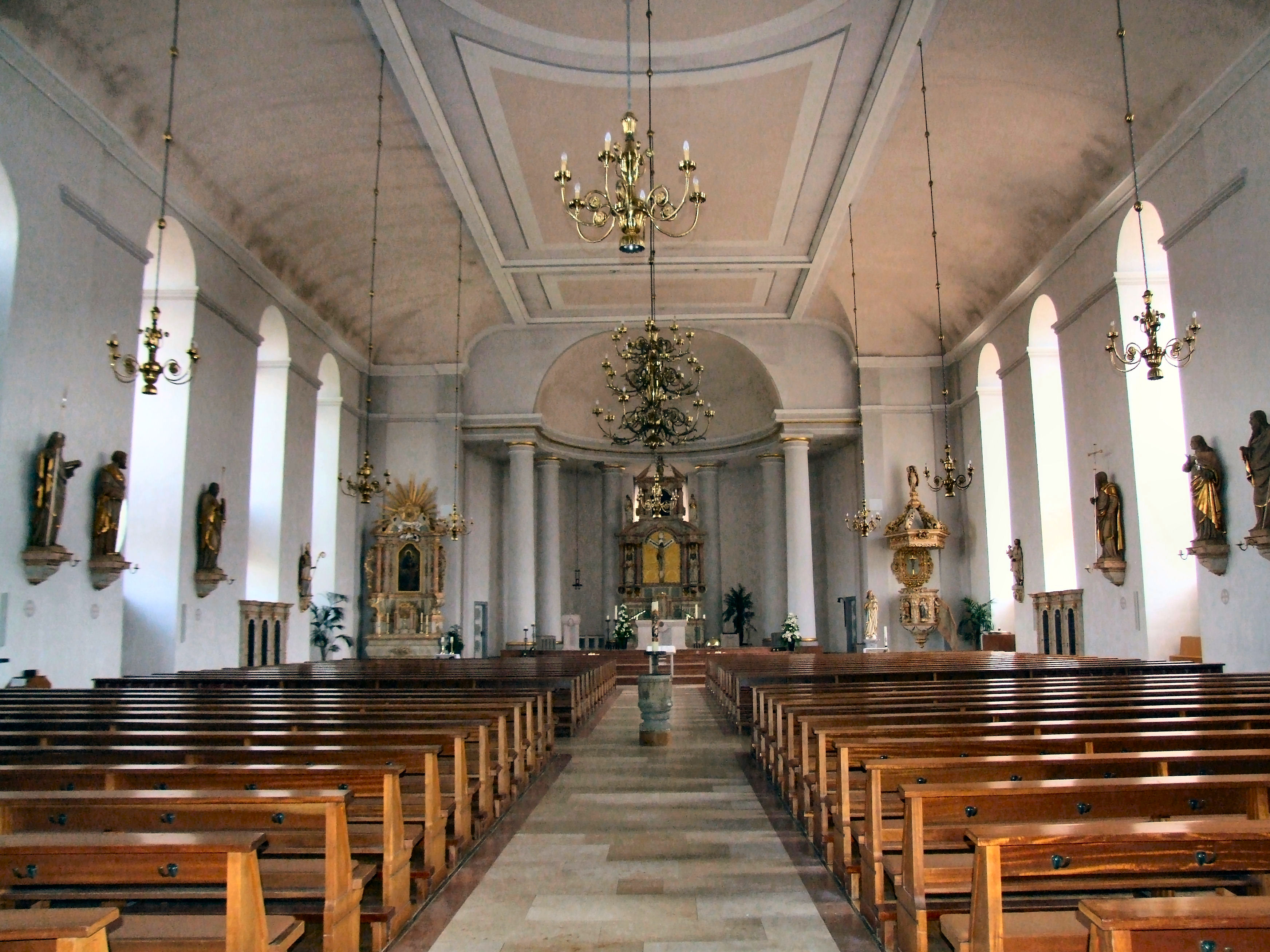
Blick in die Kirche

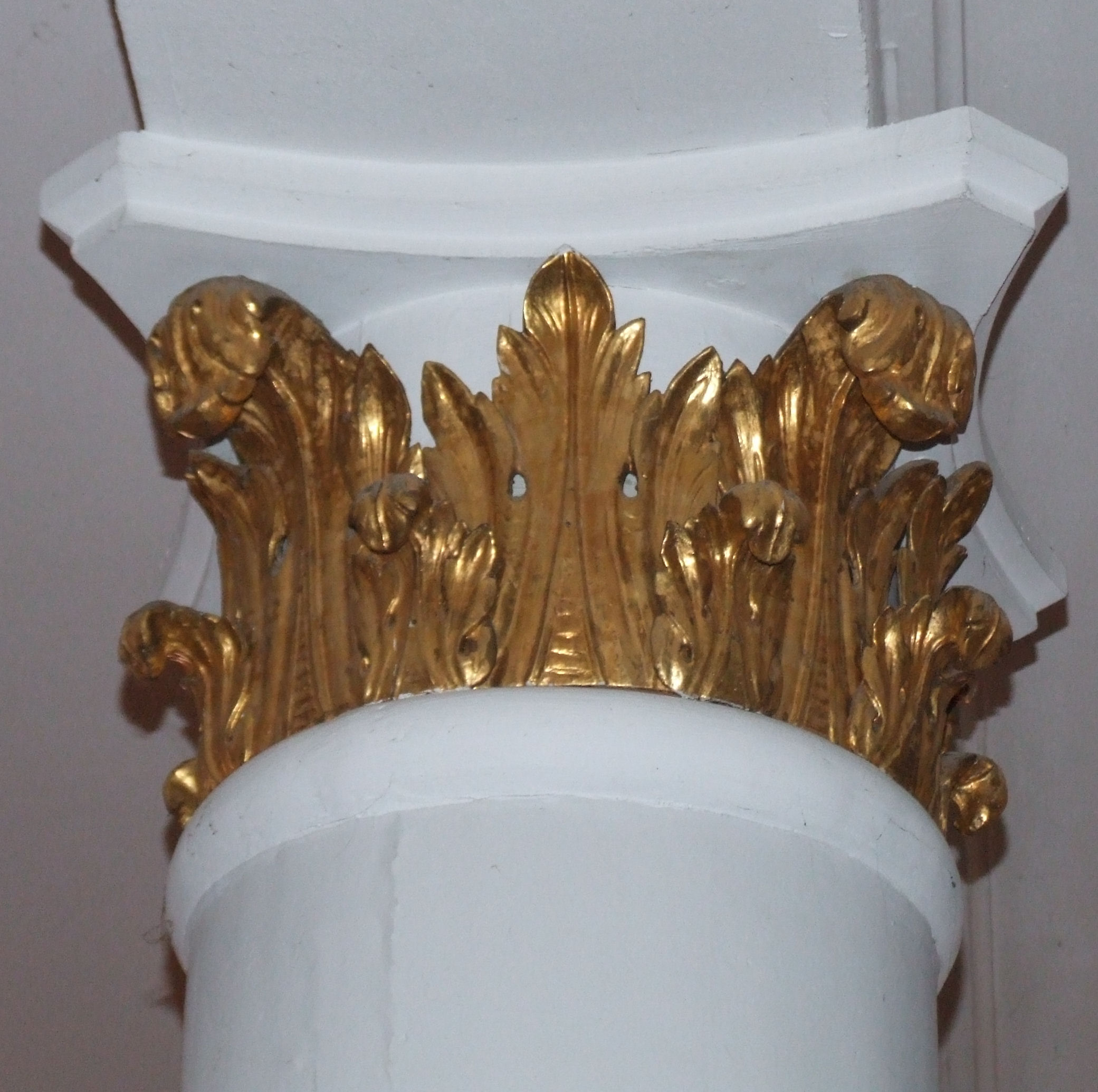
Detail einer Säule

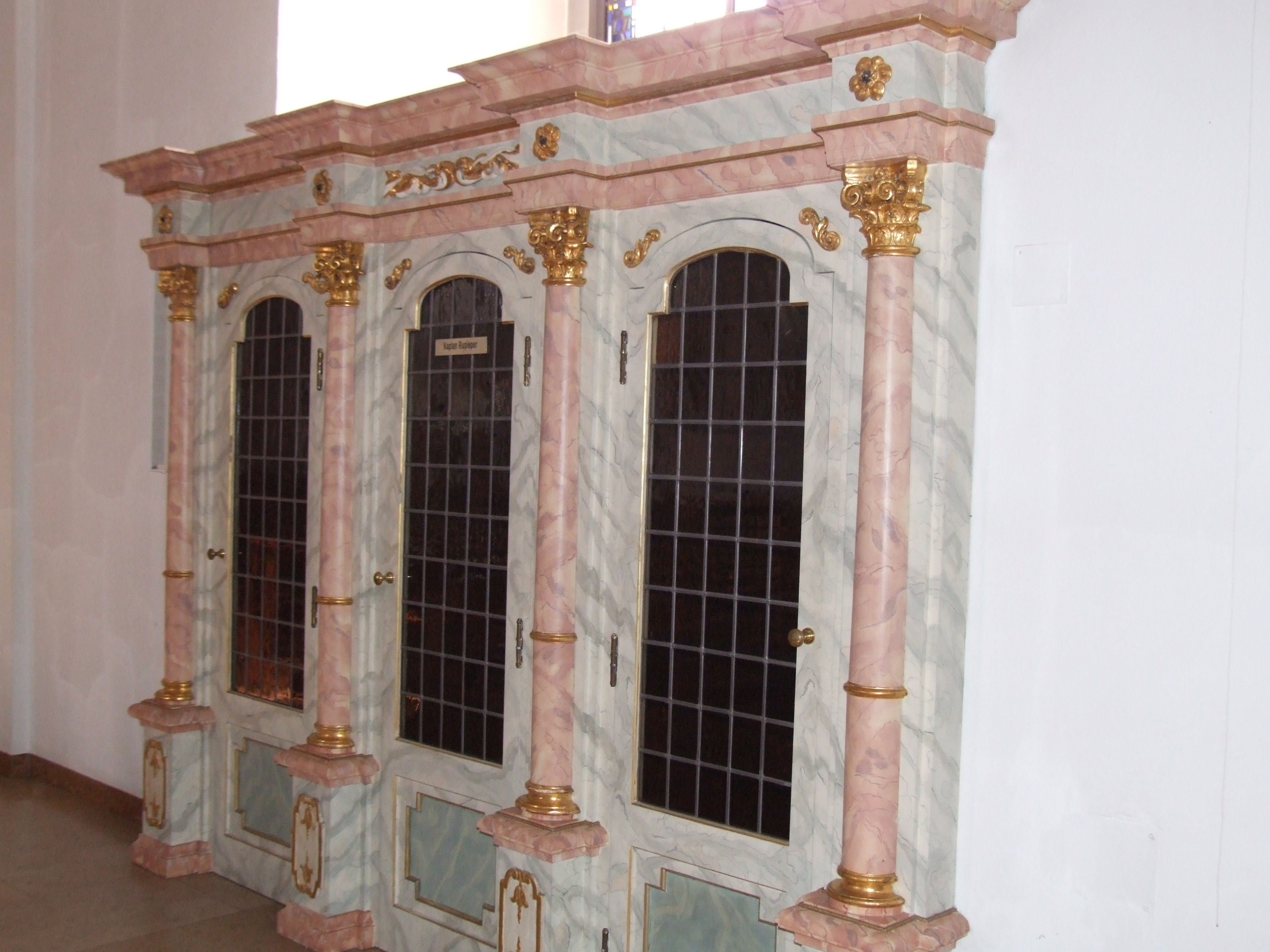
Beichtstühle

Nach dem revidierten und reduzierten Bauplan des Baumeisters Schmidt hat das rechteckige Kirchenschiff eine Länge von 48, eine Breite von 24 und eine Höhe von 13,5 Metern.
Die Ostseite erhielt als Abschluss einen quergestellten Kastenchor von 18 Metern Länge, 9 Metern Breite und 13,5 Metern Höhe. Daran schloss sich ursprünglich ein 12 mal 12 Meter großer Turm mit geplanten 84 und letztlich ausgeführten 50 Metern an. Geschlossen waren Kirchenschiff und Chor ursprünglich mit einem Satteldach mit Häng- und Sprengwerk, das die in der Mitte gerade Decke mit Hohlkehlen an den Längsseiten trug. Das Dach des Kirchenschiffs wurde auf einer 1,85 Meter dicken Füllmauer errichtet. Die Mauerstärke des Chores betrug 1,20 Meter.
Die Mauern im Kircheninneren wurden aus für die Löninger Gegend typischen Raseneisensteinen hochgezogen, die kantig behauen und an der Außenfassade mit Ziegelsteinen verblendet wurden. Der Chor wurde im Innern durch ein Rundmauerwerk als halbrunder Abschluss gestaltet. Die Innenfassaden zeigen, bis auf das Einfassungsband, schmucklose Fenstereinschnitte, ebenso schmucklos sind die Wandteile, die durch unterschiedliche Mauerstärken wie Vorbauten wirken. Die sparsamen Rustizierungen am niedrigen Sockelgeschoss und an den seitlichen Wandabschlussenden sowie das schlichte Simsband, das die Segmente der rundbogigen Fenster abtrennt, unterstreichen nach Wilhelm Gilly „eindringlich und entschieden die Klarheit der Gestaltung des vorstehenden Wandmittelteils auf der West-, Nord- und Südseite der Kirche, dessen nochmals vorstehendes Zentrum von einem Lieblingsmotiv des Klassizismus, dem Palladio-Motiv eingenommen wird, das sich in abgewandelter Form in den Fenstereinschnitten und im Chor wiederholt.“
Nachdem 1827 der Turm eingestürzt war, wurden, da die Mittel zu einem Wiederaufbau fehlten, die beiden Längswände des Kirchenschiffes um die Breite des Chores (rund 9 Meter) verlängert und der Chorraum im Osten mit einer schmucklosen Wand geschlossen, die ein Rundbogenfenster erhielt. Im Chorinnern wurde das Rundmauerwerk erneuert und ein Umgang unter einer abgehängten Zwischendecke mit sechs bis zum Tragwerk hoch gehenden, aus vier Holzbalken verschraubten Ständern geschaffen, die mit Bohlen verschalt wurden. Auf diese brachte man Kalkputz auf. Durch diesen Umgang vor dem Chorrundwerk und den Einbau der tragenden Säulen verkleinerte sich der Chorraum. Statt des ursprünglichen Holzgewölbes blieb nur noch Platz für eine Apsis in Form einer Viertelkugel. Darüber wurde das Dach mit einem Walm abgeschlossen.
1904 malte der Löninger Kirchenmaler Hermann Baro die Kirche aus. Die Farbgestaltung sowie die Bemalung an der Apsiskalotte (dem gewölbten Teil der Apsis) wurde 1935/36 verändert, zugleich erhielten die rundverschalten Ständer anstelle des Kalkputzes eine lachsfarbene Stuckmarmorverblendung, wie sie bis heute an den Ziersäulen der Beichtstühle und Altäre erhalten blieb. Mit ihren Säulenfüßen, Säulenknaufen (Kapitellen) und Säulendeckplatten (Abaki) erweckten sie den Eindruck toskanischer Säulen. Bei der grundlegenden Sanierung von 1959/60 unter der Leitung des Hildesheimer Kirchenmalers und Restaurators Josef Bohland wurde dies rückgängig gemacht. Die Säulen erhielten erneut einen schlichtweißen Kalkverputz, ihre Verzierungen wurden durch Vergoldung betont. Der Chorraum wurde verändert, die Innenwände wurden neu verputzt, die Fenster unter Beibehaltung der Medaillons erneuert, die Chorschranken zur Emporenbrüstung umgebaut und die Kirchenbänke ersetzt. Gleichzeitig kamen der Hochaltar aus Altenoythe und der Rokoko-Seitenaltar neu in die Kirche.
Eine erneute Renovierung wurde im Sommer 1987 unter Leitung des Architekten Josef Feldwisch-Dentrup aus Osnabrück durchgeführt. Dabei wurden erhebliche Schäden am Dachtragwerk und der Decke festgestellt, so dass die Arbeiten weitaus größere Ausmaße annahmen als ursprünglich geplant. Die Arbeiten von 1990 bis 1992 kosteten nahezu sieben Millionen Deutsche Mark. Die Dachkonstruktion wurde saniert und die Decke in Anlehnung an ihren ursprünglichen Zustand gestaltet, die Fensterkonstruktion und der Putz der Außen- und Innenwände wurden teilweise erneuert.

### Schiff
Die Pfarrkirche St. Vitus ist als Saalkirche einschiffig. Das Kirchenschiff wird von einem lachsfarben getönten hängenden Spiegelgewölbe von 51,50 Meter Länge und 43 Meter Breite überspannt, das im Bereich des Altarraums von einer in Weiß gehaltenen sechsteiligen Säulengruppe gestützt wird. Wie üblich ist der Chor als Sinnbild der „Neuen Sonne“ bzw. der Auferstehung Christi nach Osten ausgerichtet. Dort befindet sich auch der Zugang zur Sakristei.
Zur Westseite erhebt sich die mit zwei Säulen betonte Empore mit Orgel und Orgelprospekt. Im Süden, Norden und Westen kann das Gebäude durch Portale betreten werden, das Westportal ist der Haupteingang.
Die Ausstattungsstücke der Kirche sind hauptsächlich dem Barock zuzuordnen, nur wenige gehören zu früheren beziehungsweise späteren Stilepochen. Einzig die zwölf an den beiden Längswänden angebrachten monumentalen Apostelfiguren aus Terrakotta und die Pietà in der ersten linken Fensternische wurden für den heutigen Bau geschaffen, die meisten übrigen Teile der Ausstattung, wie Hochaltar, Seitenaltar, Kanzel und Orgel, stammen aus anderen Kirchen.

### Kirchenfenster
Die Bleiglasfenster mit figürlichen Glasmalereien aus der Schöpfungsgeschichte in den insgesamt 14 schmalen hohen Rundbogenfensternischen stammen in ihrer ursprünglichen Fassung von dem Künstler Victor Anton Clemens von der Forst aus der Glasmalerei-Werkstatt von der Forst in Münster, die unter vielen anderen Werken vorrangig im Münsterland, wie der Jacobuskirche in Hamm, der St. Andreas-Kirche in Hullern oder der Heilig-Kreuz-Kirche in Heek auch Fenster für die Pfarrkirche St. Mauritius in Berlin schuf.

1898 wurden die Fenster von dem Glasermeister Wellmann aus Ankum eingefasst und eingebaut.
Bei der Restaurierung der Kirche von 1959/60 erhielten die Fenster eine neue Einfassung. Die noch gut erhaltenen figürlichen Darstellungen blieben bestehen.

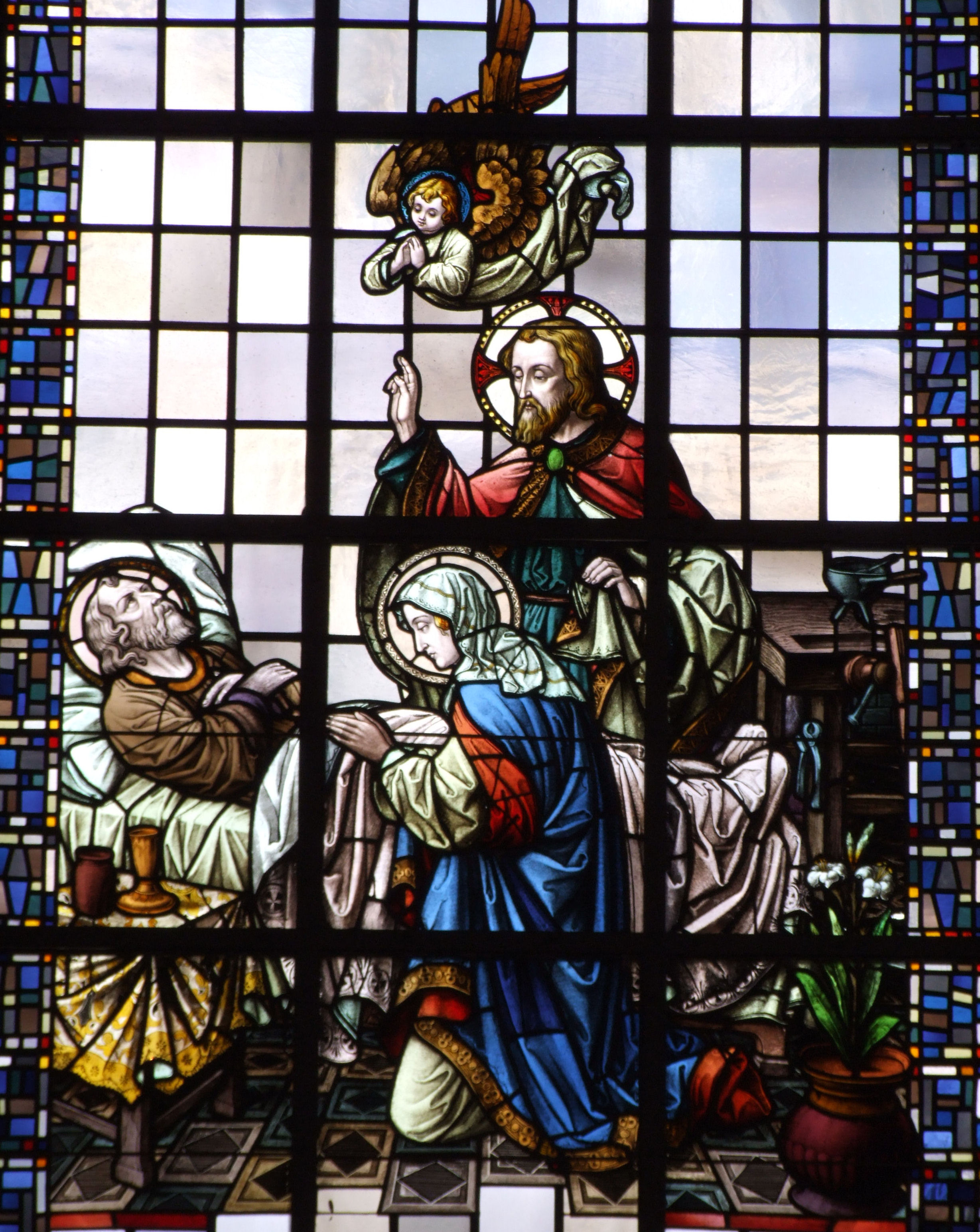
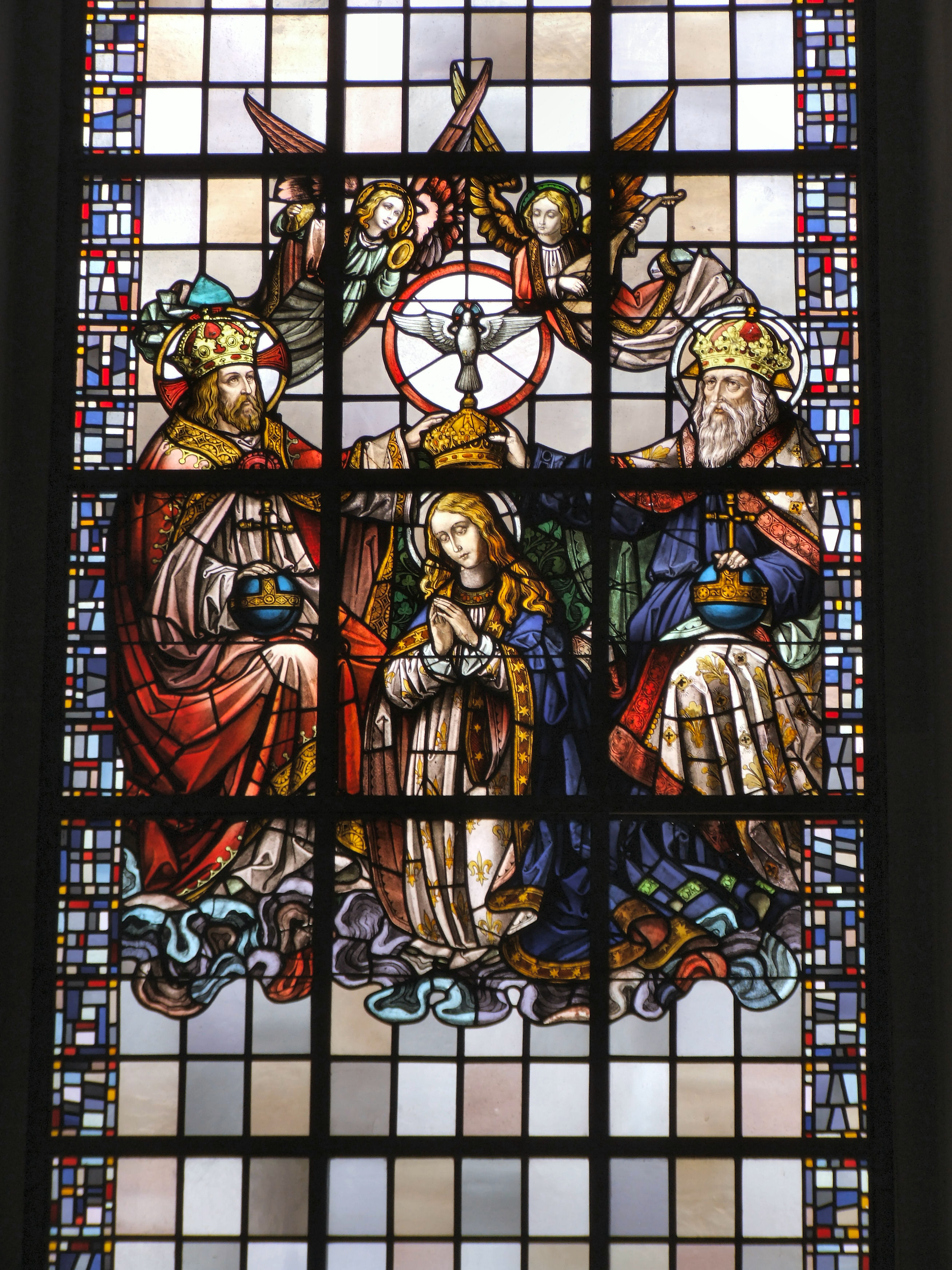
Auswahl Kirchenfenster
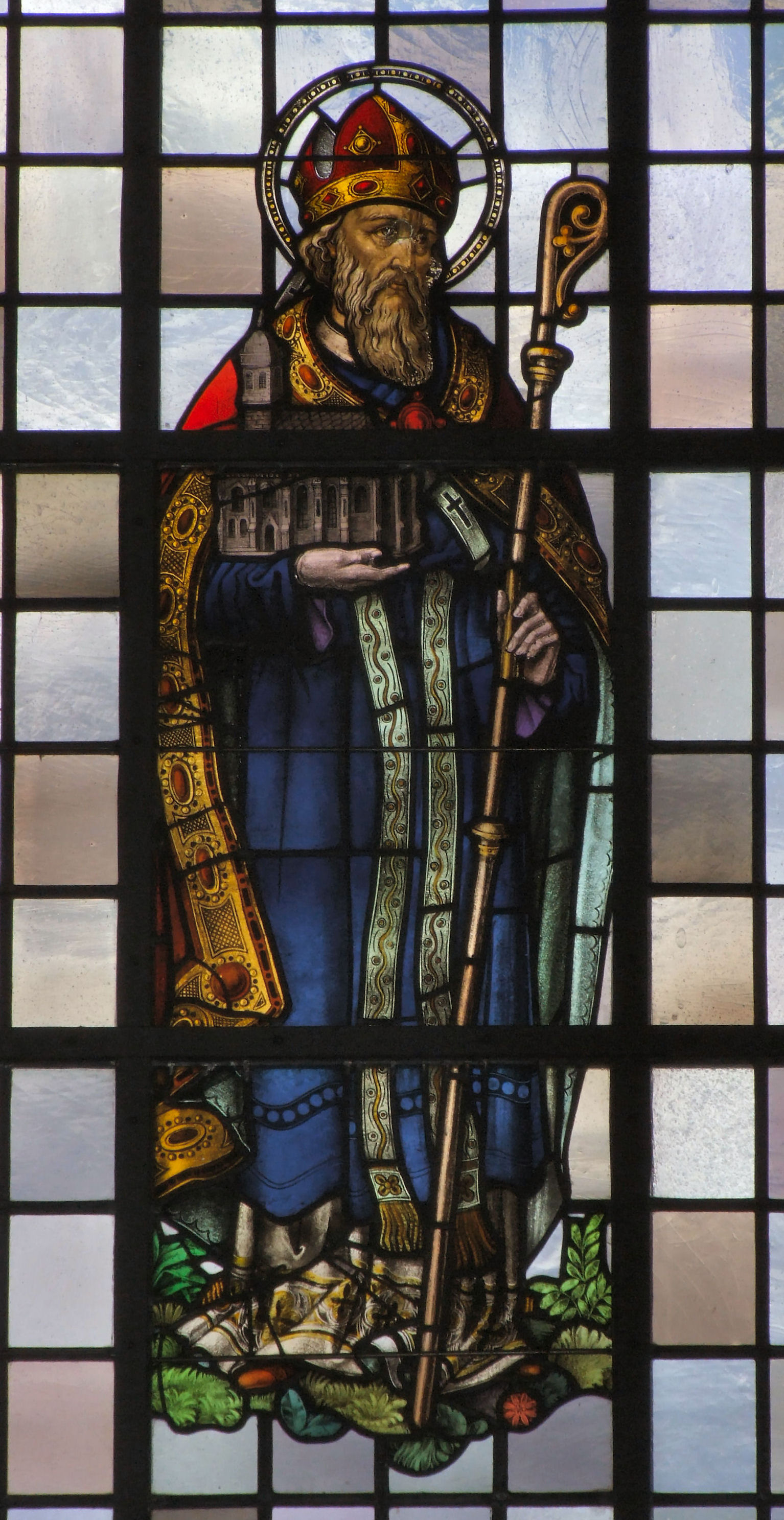

### Grundriss
| - Fenster (F1–F14) - F1 Ecce homo – Schmerzensmann - F2 Maria mit der Schlange - F3 Krönung Mariens - F4 hl. Wiho - F5 hl. Ludgerus - F6 Tod des hl. Josef - F7 hl. Franziskus - F8 Herz Jesu - F9 Jesus der Kinderfreund - F10 hl. Vitus - F11 hl. Bonifatius - F12 Geburt Christi - F13 Jesus der gute Hirte - F14 Maria mit dem Schwert | - 1 Pietà - 2 Apostel Philippus - 3 Apostel Johannes - 4 Apostel Matthäus - 5 Apostel Judas Thaddäus - 6 Apostel Andreas - 7 Apostel Jakobus d. J. - 8 Apostel Petrus - 9 Apostel Matthias - 10 Apostel Bartholomäus - 11 Apostel Thomas - 12 Apostel Simon d. E. - 13 Apostel Jakobus d. Ä. - 14 Immerwährende Hilfe - 15 Beichtstühle | - 16 hl. Vitus - 17 Kreuzigungsgruppe - 18 Taufstein - 19 alter Taufstein - 20 hl. Ludgerus - 21 Seitenaltar - 22 Kanzel - 23 Zelebrationsaltar - 24 Ambo - 25 Priestersitz - 26 Hochaltar - 27 Ewig-Licht-Ampel - 28 hl. Josef - 29 Orgel |

## Ausstattung

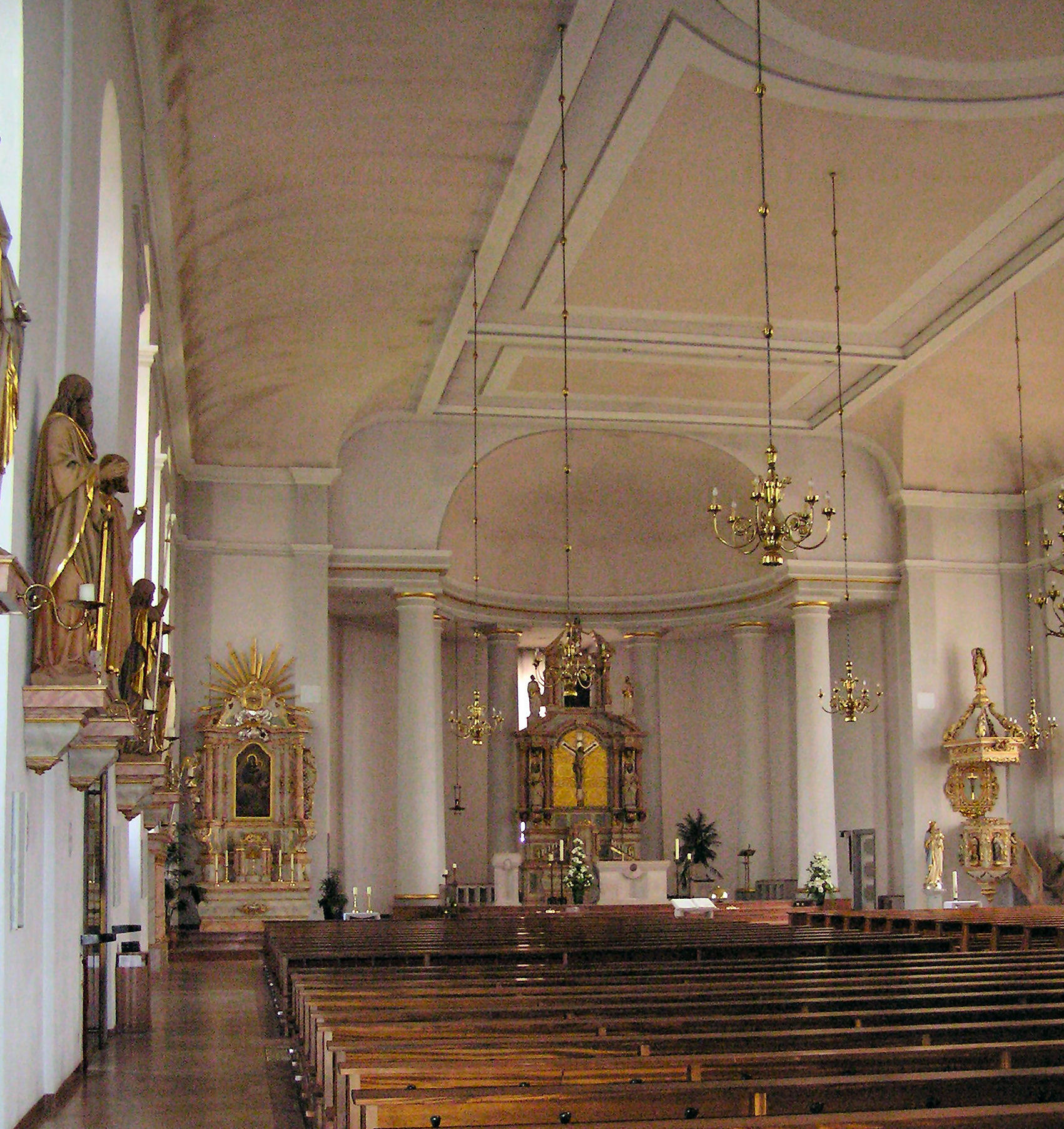
Blick auf den Hochaltar mit Zelebrationsaltar, links: Seitenaltar, rechts: Kanzel

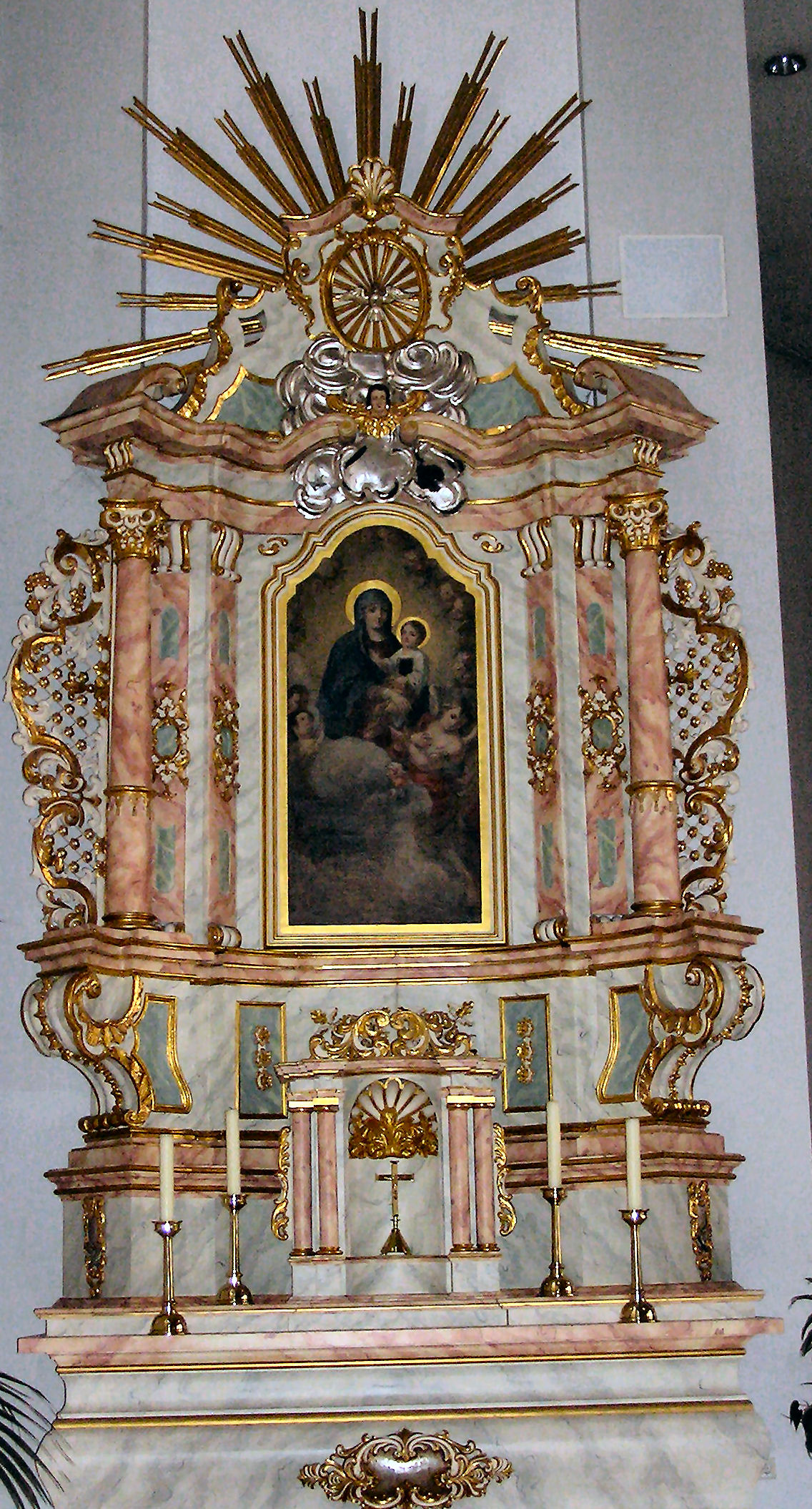
Seitenaltar

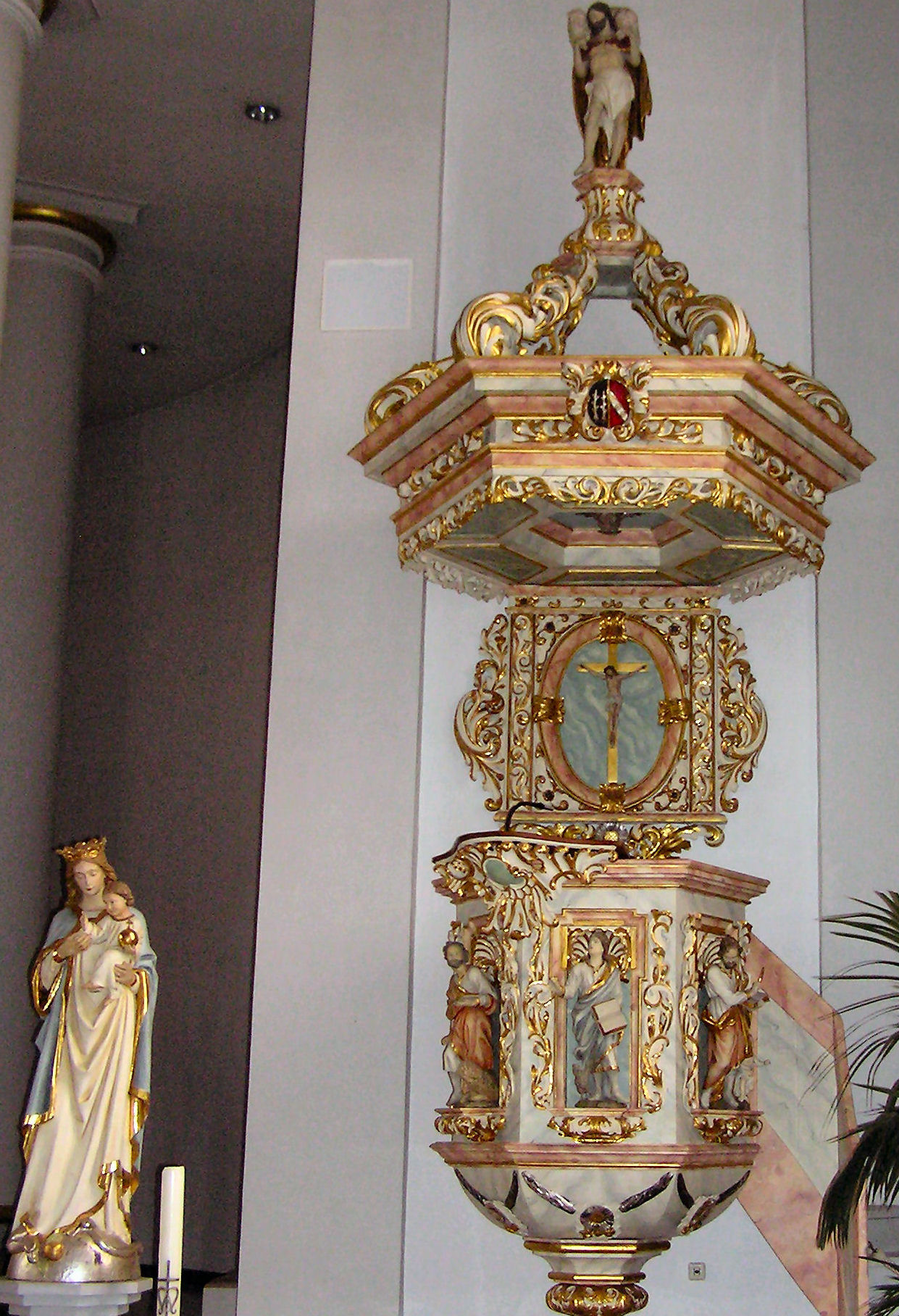
Kanzel

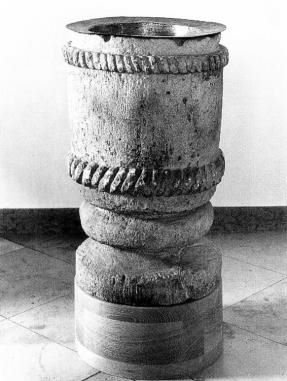
Alter Taufstein (um 1200)

Die Ausstattung der Kirche stammt vornehmlich aus der barocken Kirche des 1640 erbauten und 1816 säkularisierten Franziskanerklosters in Vechta, in dessen Gebäuden sich seit 1941 eine Justizvollzugsanstalt für Frauen befindet. Einzig die monumentalen Apostelfiguren aus Terracotta an den beiden Längswänden der Kirche wurden für den Bau der St.-Vitus-Kirche geschaffen; die meisten übrigen Teile der Ausstattung – insbesondere Hochaltar, Seitenaltar, Kanzel und Orgel – wurden aus anderen Kirchbauten erworben.

### Hochaltar
Im Mittelpunkt des Kirchenraumes steht der spätbarocke Hochaltar aus dem frühen 18. Jahrhundert. Er befand sich ursprünglich in der Pfarrkirche St. Vitus in Altenoythe und kam 1970 nach Löningen.
Ende des 15. Jahrhunderts waren noch vier Altäre vorhanden, der dem hl. Vitus gewidmete Hochaltar, der Altar der 1495 errichteten St.-Anna-Vikarie und zwei weitere Altäre. Überliefert ist, dass bei bischöflichen Visitationen von 1651 und 1654 die Anzahl von vier Altären bemängelt wurde, woraufhin zwei Altäre entfernt und in den Gutskapellen ihrer Stifter aufgestellt wurden.
Der ursprüngliche Hochaltar wurde 1827 durch den Einsturz des erst kurz vorher vollendeten ersten Turms weitgehend zerstört und nach notdürftiger Wiederherstellung 1876 durch den heutigen Altar ersetzt. Erhalten haben sich noch einige Goldschmiedearbeiten, darunter ein um 1600 geschaffener Kelch und eine Sonnenmonstranz des Osnabrücker Goldschmiedes Heinrich Theodor Hartmann von 1708.

### Zelebrationsaltar
Zelebrationsaltar, Ambo und Priestersitz schuf 1992 der Bildhauer Ernst Rasche aus Mülheim an der Ruhr. Sie sind aus weißem, französischen Jurakalkstein gehauen und passen sich in Form und Farbe der übrigen Ausstattung an.
In den Altar ist zur Kirchenschiffseite hin in einem Reliquiar eine Kreuzreliquie eingelassen, die der Patriarch von Venedig 1873 dem Rompilger Wilhelm Purk aus Angelbeck (bei Löningen, heute eingemeindet) mit der Verpflichtung zur Weitergabe an die St.-Vitus-Kirche in Löningen schenkte. Auf der zum Hochaltar gelegenen Seite ist eine Reliquie des heiligen Vitus sichtbar, deren Echtheit 1938 der damalige Münsteraner Bischof Clemens August Graf von Galen bestätigte. 1992 wurden beide Reliquien bei der Einsetzung in den Zelebrationsaltar erneut durch den Münsteraner Weihbischof Wilhelm Töste in einer Urkunde über die Kirchen- und Altarkonsekration anerkannt und bestätigt.

### Seitenaltar
Der Seitenaltar an der Nordwand auf der linken Seite des Chors ist ein Marienaltar aus der Gegend des Ammersees. Anfang der 1960er Jahre wurden zwei als Pendants gearbeitete Altäre im Kunsthandel angeboten, mit der Auflage, sie in verschiedenen Kirchen aufzustellen. Einer der Altäre gelangte in die katholische Pfarrkirche in Hopsten, wo er als Hochaltar verwendet wird, der zweite blieb im Generalvikariat in Münster, bis er 1970 in Löningen aufgestellt wurde.
Der verhältnismäßig einfach aufgebaute Altar ist vermutlich in der Mitte des 18. Jahrhunderts entstanden. Sein barocker Aufbau zeigt zwischen Säulen ein Gemälde mit der Darstellung Mariens. Der Altar wird von einem Strahlennimbus bekrönt, in dem der Heilige Geist in Gestalt einer Taube sichtbar ist.

### Kanzel
Die barocke Kanzel auf der gegenüberliegenden Seite stammt aus der Franziskanerkirche in Vechta. In den Frontfeldern des Kanzelkorbes stehen die vier Evangelisten mit ihren Attributen (Matthäus mit Mensch, Markus mit Löwe, Lukas mit Stier und Johannes mit Adler). Unter dem Schalldeckel schwebt wiederum der Heilige Geist in Gestalt einer Taube. Bekrönt wird die Kanzel mit einer Christusfigur als Guter Hirte. An der Frontseite ist das Wappen der Stifter Dorgeloh und Voß zu Enniger angebracht. Über die Stiftung wurde 1887 in der Lokalzeitung berichtet:

„Friedrich von Dorgeloh (vom Gut Bretberg bei Lohne), verheiratet seit 1668 mit seiner Nichte Maria Catharina Voß vom Gut Bakum [korrekt: Gut Enniger ], ließ 1695 zu Münster eine neue Kanzel machen für 165 Rhtl., die er der Klosterkirche zu Vechta schenkte.“

### Taufstein
Der neue achteckige Taufstein kam 1970 in die Kirche, nachdem der alte Taufstein verschollen war. Er hat die Form eines flachen Kelches. Seinen Bronze-Deckel, der mit einer silbernen Patina überzogen ist, zieren eingelassene Wellenlinien, die fließendes Wasser symbolisieren. In die Zwischenfelder sind weiße Schmucksteine eingesetzt.
In jüngster Zeit konnte der ursprüngliche, gegen 1200 entstandene romanische Taufstein, der vorübergehend in Privatbesitz war, zurückgeholt werden. Er steht nun im Mittelgang der Kirche und ist der älteste sakrale Einrichtungsgegenstand. Der Taufstein ist in Pokal- beziehungsweise Becherform aus eierschalenfarbenem Sandstein des Typs Bentheim-Gildehaus gefertigt und ist zusammen mit dem mehrfach unterlegten, mittlerweile aus Holz bestehenden Sockel insgesamt 90 Zentimeter hoch und hat einen Durchmesser von 50 Zentimetern. Der obere und der untere Rand der Kuppa, des Beckenrands, sind mit aus dem Stein herausgearbeiteten dicken Zierkordeln umlegt, ansonsten ist der Stein schlicht und unverziert.
Vor der Reformation wurde der Täufling mit dem ganzen Körper ins Taufwasser getaucht, was ein großes Becken erforderte. Ab Anfang des 13. Jahrhunderts wurden in Norddeutschland viele Taufbecken aus dem weichen und formbaren Bentheimer Sandstein angefertigt. Bei diesen stilistisch eng miteinander verwandten Taufsteinen spricht man vom Bentheimer Typ.

### Standfigur des heiligen Vitus

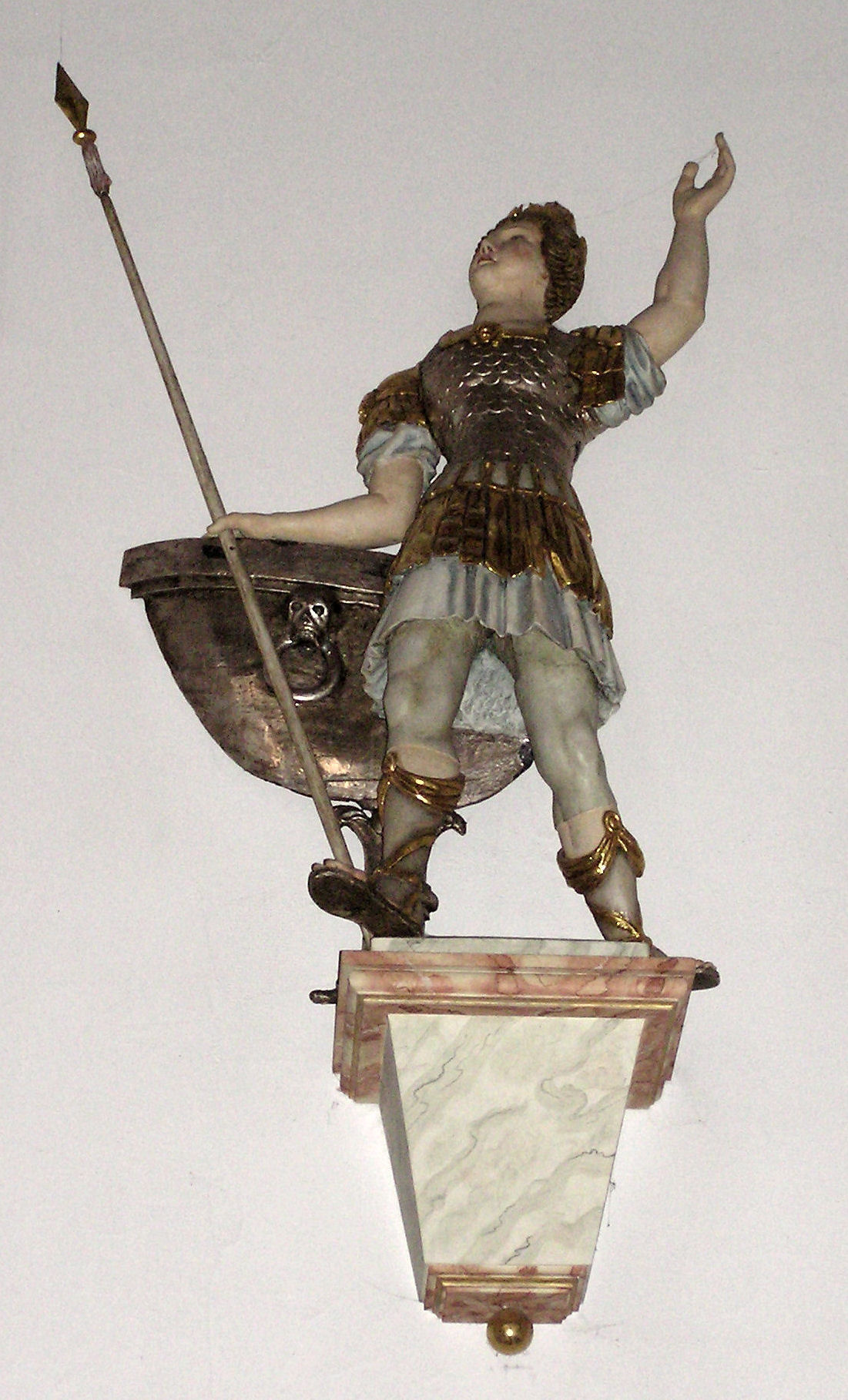
Hl. Vitus, Patron der Kirche

Über dem Nordportal steht eine Standfigur des heiligen Vitus, des Patrons der Kirche. Sie ist aus Eichenholz geschnitzt und stand schon im alten Kirchengebäude. Zugeschrieben wird sie – wie der Altenoyther Altar– –der Werkstatt des Bildhauers Georg Dollart, datiert um 1700.

### Pietà und Apostelzyklus

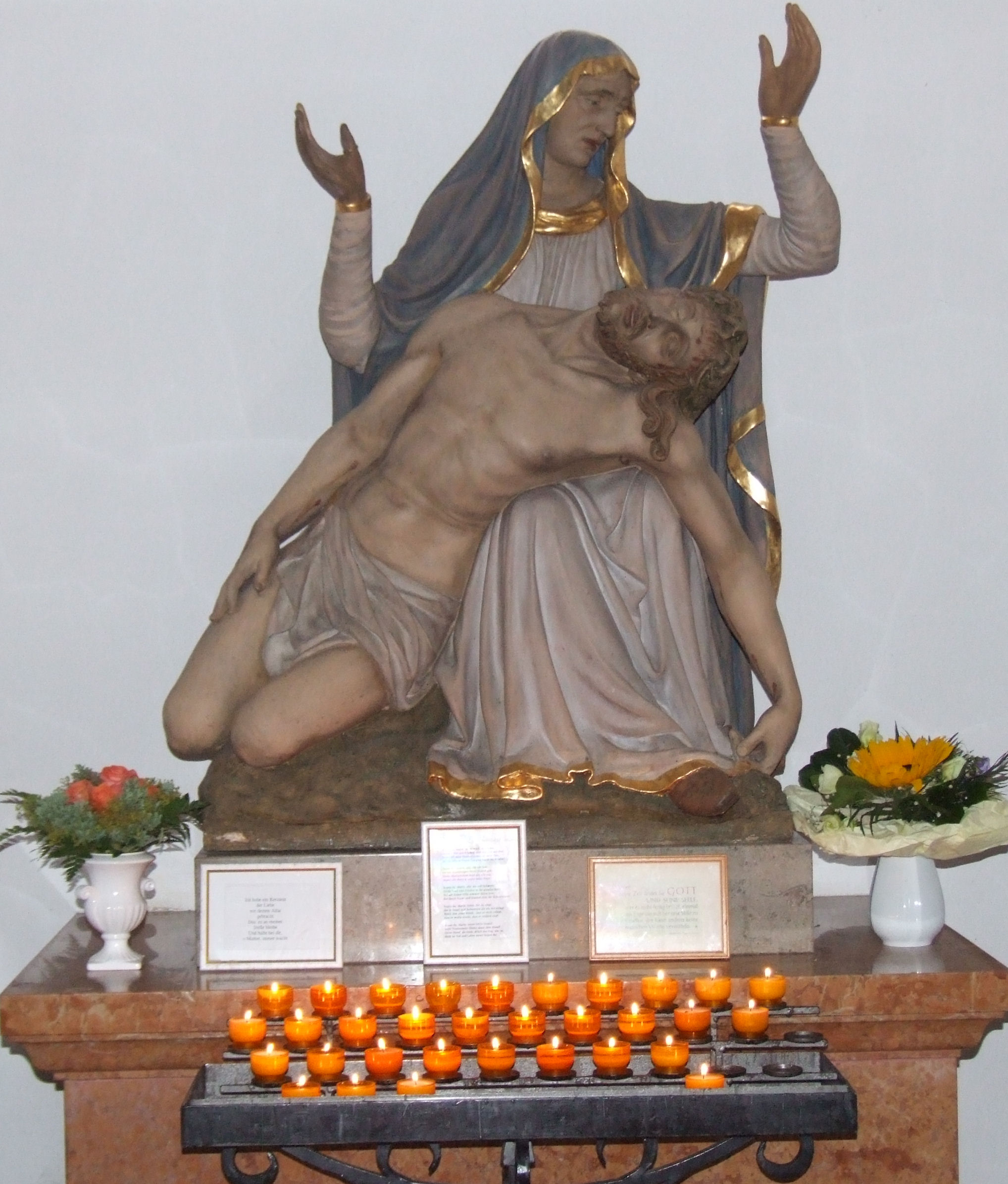
Pietà

Vom Westportal aus gesehen steht die Pietà in der ersten linken Fensternische. Die Terrakottafigur stammt vermutlich von dem Kölner Bildhauer Peter Josef Imhoff (1768–1844). Auch der Zyklus der zwölf Apostel wird Imhoff zugeschrieben. Die Apostelfiguren sind überlebensgroß und deutlich den bronzenen Apostelfiguren des Peter Vischer (1460–1529) am Sebaldusgrab in der Nürnberger Sebalduskirche nachempfunden. Die Figur des Völkerapostels Paulus ist beim Löninger Apostelzyklus durch die des Apostels Matthias ersetzt.
1836 transportierte der Fuhrmann Anton Fette Pietè den Apostelzyklus auf zwei Wagen von Köln nach Löningen und benutzte die Figuren zum Schmuggel, indem er in den Hohlräumen der Figuren heiß begehrte Nadeln aus Aachen versteckte und unentdeckt durch die zahlreichen Zollschranken schleuste.

### Weitere Ausstattung
In die mittleren Seitennischen wurden 1970 vier Beichtstühle eingebaut und an die übrige Einrichtung stilistisch angepasst.
In der ersten Fensternische rechts gegenüber der Pietà hängt das Bild der Immerwährenden Hilfe.
Neben dem Seitenaltar hängt eine Figur des Liudger (hl. Ludgerus), des ersten Bischofs von Münster. Sie stammt noch aus der alten Kirche und nimmt Bezug auf das Bistum und die Missionstätigkeit des Heiligen.
Der heilige Josef mit dem Jesukind hängt rechts von der Kanzel, die Statue Marias mit dem Jesukind steht derzeit links von der Kanzel.
Über dem Südportal ist eine farbig gefasste Kreuzigungsgruppe als Kalvarienberg angebracht, die an die typischen Triumphkreuzgruppen norddeutscher Kirchen erinnert. Die vier kleeblattartigen Enden des Kreuzes tragen die Evangelistensymbole. Die Gruppe wurde 1878 von dem Münsteraner Künstler Evertz für den 1970 abgebrochenen Hochaltar geschaffen.

## Orgel

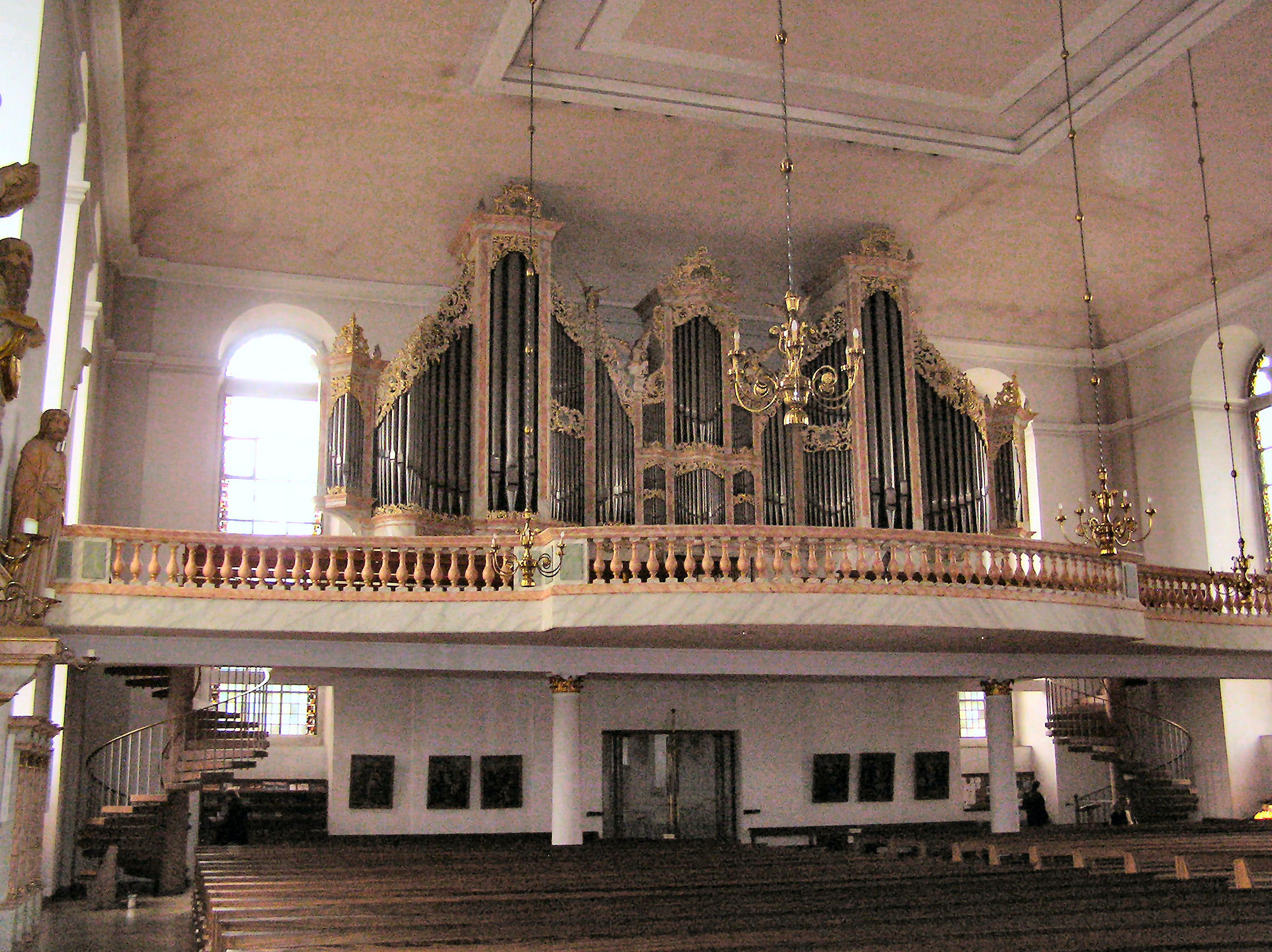
Orgelempore

Die Westwand der Kirche wird von der Orgelemporenbrüstung mit Orgelprospekt eingenommen.
Das Orgelgehäuse von 1768 stammt aus der Franziskanerkirche in Vechta, die Orgel von Johann Gottlieb Müller aus Osnabrück, der sie in den Jahren 1766 bis 1770 baute.
Über die ursprüngliche Klosterorgel, die 1813 aus der Klosterkirche der Franziskaner in Vechta nach Löningen kam, ist bei Willoh zu lesen: „Im Jahre 1766, den 14. Juni, kam im Beisein und mit Genehmigung des Guardians Eletherius Christoph Adrian Brickweede und des Exprovinzials Audomarus Rieken zwischen dem Rentmeister Driber, der die saecularia [Anm.: die weltlichen Geschäfte] des Klosters besorgte, und einem gewissen Orgelbauer Müller aus Osnabrück ein Kontrakt zustande. Müller hatte nichts als die eigentliche Orgelarbeit, Pfeifen, Windladen usw. – zu besorgen. Beköstigung, Materialien, Handlangerdienste, Fuhren, alle Tischlerarbeiten (am Orgelprospekt) usw. übernahm das Kloster. Müller erhielt für seine Arbeit 1000 Thaler, dafür musste er auch noch die alte Orgel auf Chor setzen, weil, wie im Kontrakt steht, der Chorgesang nicht füglich ohne Orgel abgehalten werden konnte. 1770 war die neue Orgel fertig.“
1921 wurde hinter dem Orgelprospekt eine neue Orgel aufgestellt, die 1970 durch ein Instrument der Orgelbauwerkstatt Alfred Führer aus Wilhelmshaven ersetzt wurde. Die Orgel mit pneumatischer Traktur und einem freistehenden Spieltisch umfasst 37 Register, mit 2740 Pfeifen, die auf drei Manualwerke und das Pedal verteilt sind und von denen 160 im Prospekt klingen. Die längste misst 5 Meter und die kürzeste 20 Zentimeter. Dazu gehören acht Zungenchöre. Die Orgel ist 15 Meter breit und 7 Meter hoch und zählt zu den größten und klangreinsten Orgeln des Oldenburger Landes. Die Werke des ersten und dritten Manuals sind in der unteren Etage über dem Spielschrank eingebaut. Es sind also zwei Brustwerke. Das erste Manualwerk befindet sich rechts, das dritte links. 2022 erfolgte eine Generalüberholung durch Rudolf von Beckerath Orgelbau.
Die Disposition der Führer-Orgel von 1970 lautet wie folgt:
| I Brustwerk C–g3 |        |
| Gedackt          | 8′     |
| Praestant        | 4′     |
| Blockflöte       | 4′     |
| Flachflöte       | 2′     |
| Terzflöte        | 1 3⁄5′ |
| Kornett III      | 2 ⁄3′  |
| Scharff V        | 1′     |
| Dulcian          | 16′    |
| Franz. Trompete  | 8′     |
|                  |        |
| Tremulant        |        |

| II Hauptwerk C–g3  |        |
| Copel              | 16′    |
| Prinzipal          | 8′     |
| Gemshorn           | 8′     |
| Oktave             | 4′     |
| Rohrflöte          | 4′     |
| Terz               | 3 1⁄5′ |
| Quinte             | 2 ⁄3′  |
| Superoktave        | 2′     |
| Großmixtur VI–VIII | 1 ⁄3′  |
| Fagott             | 16′    |
| Trompete           | 8′     |

| III Oberwerk C–g3 |       |
| Quintatön         | 8′    |
| Nachthorn         | 4′    |
| Prinzipal         | 2′    |
| Quinte            | 1 ⁄3′ |
| Zimbel III        | 1⁄3′  |
| Krummhorn         | 8′    |
| Trompete          | 4′    |
|                   |       |
| Tremulant         |       |

| Pedal C–f1   |        |
| Prinzipal    | 16′    |
| Subbass      | 16′    |
| Oktavbass    | 8′     |
| Gamba        | 8′     |
| Oktave       | 4′     |
| Quintade     | 4′     |
| Weitpfeife   | 2′     |
| Rauschbass V | 5 1⁄3′ |
| Posaune      | 16′    |
| Zink         | 8′     |

- Koppeln: I/II, III/II, I/P, II/P, III/P

## Turm und Geläut

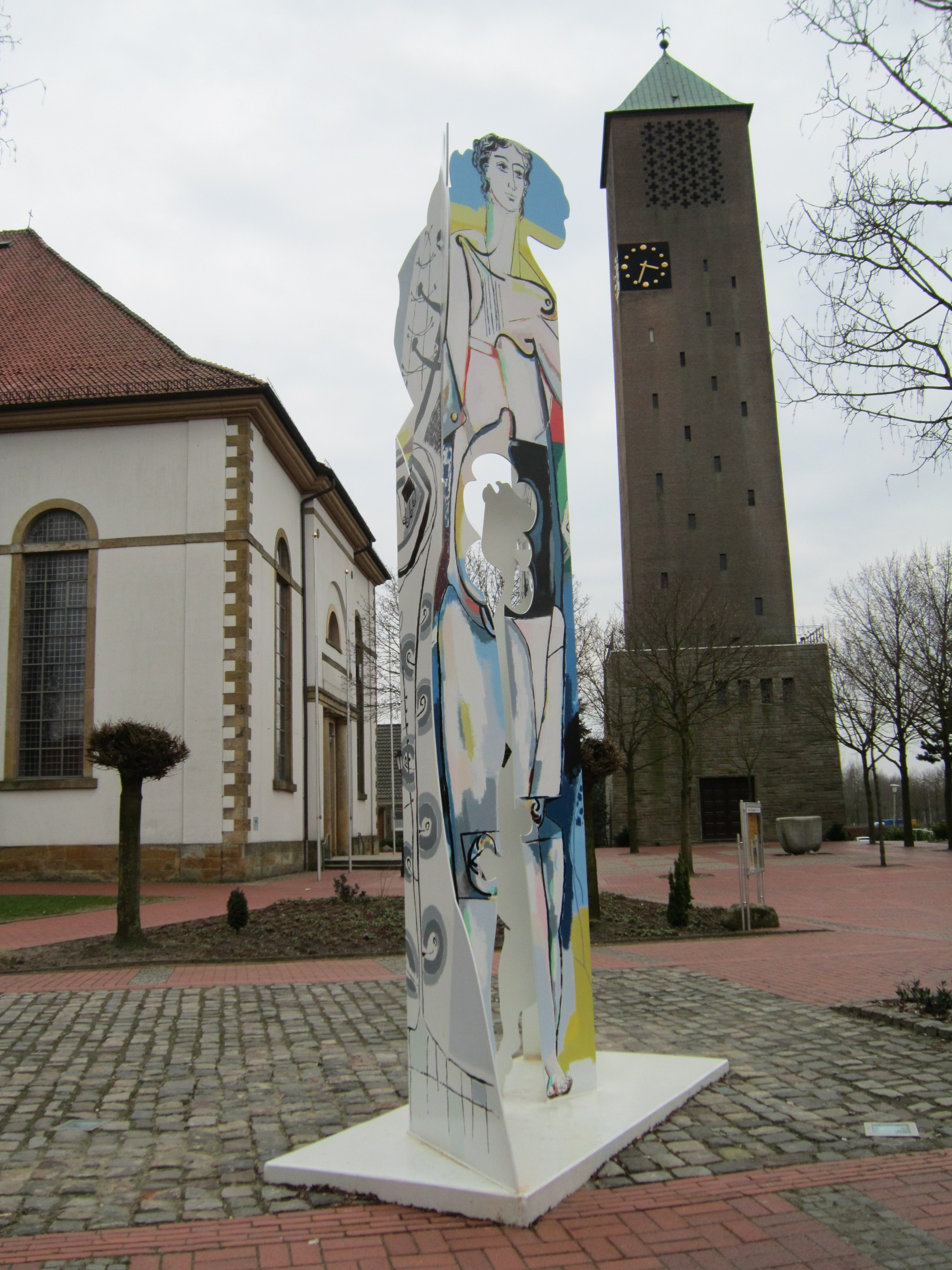
Der heutige Turm auf seinem 12 Meter hohen, wuchtigen Unterbau

Bis 1824 blieb der ursprüngliche Kirchturm halbfertig stehen. Statische Bedenken und Schäden am Turmstumpf ließen es, selbst als Mittel für den Weiterbau zur Verfügung standen, nicht ratsam erscheinen, ihn bis zu der von Schmidt geplanten Höhe von 85 Metern hochzuziehen. Mehrere Baumeister begutachteten den schadhaften Turmstumpf, ehe man sich, nach Beseitigung der festgestellten Schäden, zu einer deutlich geringeren Höhe von 50 Metern entschloss. Am 20. Juli 1826 war der Turm fertiggestellt, stürzte aber am 11. Dezember 1827 ein.
Da auch zu dieser Zeit keine ausreichenden Mittel zur Verfügung standen, wurde der Turm nicht wieder aufgebaut, sondern man beschränkte sich auf eine Verschalung der durch den Einsturz schwer beschädigten und geöffneten Ostseite des Kirchengebäudes. Im Kirchenschiff wurde ein provisorischer Altar aus den Trümmern des alten Hochaltars aus der Vechtaer Franziskanerkirche aufgebaut. 1835 errichtete man in der Südwestecke des Kirchhofes, getrennt von der Kirche, einen behelfsmäßigen, freistehenden hölzernen Glockenturm, der wegen Baufälligkeit 1855 durch einen zweiten und 1884 durch einen dritten ersetzt werden musste.
Die Errichtung des heutigen massiven, 54 Meter hohen Turms an der gleichen Stelle begann 1959. Das wuchtige Fundament setzt sich oberirdisch bis zu einer Höhe von 12 Metern fort. Es endet in einem Umgang und ist mit Sandsteinquadern eingefasst. Über diesem quadratischen Unterbau erhebt sich der verklinkerte Turmaufbau.
Die Turmwände werden durch schmale rechteckige Fensteröffnungen unterbrochen, die Schallöffnungen sind als Kreuze gestaltet. An der Nordost- und Südwestseite sind jeweils zwei Uhren mit goldfarbenen Zifferblättern über Eck angebracht. Die Spitze des vierseitigen, mit Kupferplatten gedeckten Daches läuft in einer Kreuzblume aus. In seiner Architektur und Positionierung erinnert er an die Glockentürme in Italien (Campanile).
Der erste Glockenturm der St.-Vitus-Kirche wurde 1501 mit einer von dem Osnabrücker Glockengießer Johannes Friso (oder Freese) geschaffenen Glocke ausgestattet, die noch vorhanden ist. Das heutige Geläut der St.-Vitus-Kirche besteht aus sechs Glocken:
| Glocke | Name                        | Gewicht | Durchmesser | Nominal | Gussjahr | Gießer                           |
| ------ | --------------------------- | ------- | ----------- | ------- | -------- | -------------------------------- |
| 1      | Christkönig                 | 2033 kg | 1490 mm     | d1      | 1948     | Junker, Brilon                   |
| 2      | Marien                      | 1445 kg | 1320 mm     | e1      | 1948     | Junker, Brilon                   |
| 3      | Vitus                       | 1016 kg | 1170 mm     | fis1    | 1948     | Junker, Brilon                   |
| 4      | Antonius                    | 473 kg  | 940 mm      | a1      | 1960     | Petit & Gebr. Edelbrock, Gescher |
| 5      | Josef                       | 320 kg  | 820 mm      | h1      | 1960     | Petit & Gebr. Edelbrock, Gescher |
| 6      | Denkmalglocke               | 400 kg  | 880 mm      | h1      | 1501     | Johannes Fresco                  |
| 7      | Denkmalglocke (Uhrenglocke) | 25 kg   | 330 mm      | a2      | 1711     | Amstelodami (Amsterdam)          |

## Angeschlossene Gebäude
Neben der Kirche steht das nach Ernst Henn benannte Pfarrheim.